# Dighe del Giappone
Questa è una lista delle dighe del Giappone. Come nazione di isole e di strette, ripide vallate, le dighe svolgono un ruolo vitale nella società giapponese in quanto sono costruite primariamente per controllare le piene, fornire acqua e generare energia idroelettrica. La diga più alta del Giappone è la diga di Kurobe, alta 186 m. La diga più grande del paese per volume strutturale è la diga di Tokuyama con 1.370.000 m3 di pietrame (diga "a scogliera"). Tokuyama crea anche il più grande bacino del Giappone, con un volume di acqua di 660 milioni di m3. Le dighe che seguono sono elencate in ordine alfabetico e suddivise per prefettura.

## Dighe per prefettura

### Prefettura di Aichi

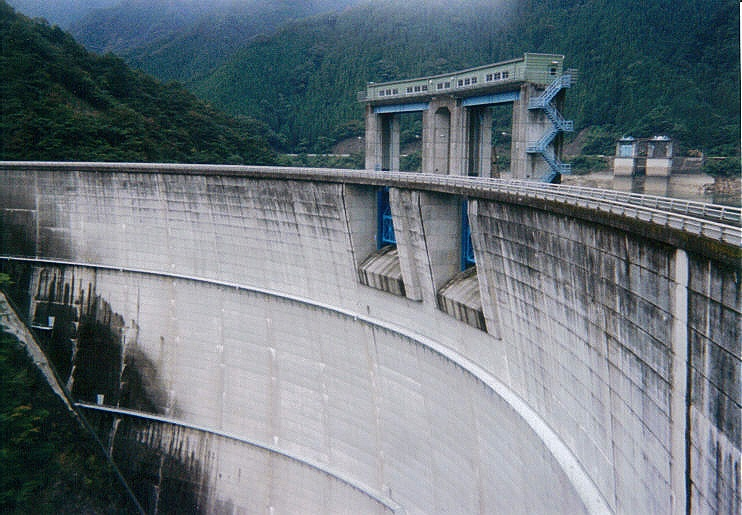
Diga di Shintoyone

- Diga di Kuroda
- Diga di Sakuma
- Diga di Shintoyone
- Diga di Tominaga
- Diga di Ure
- Diga di Yahagi
- Diga di Yamaguchi

### Prefettura di Aomori

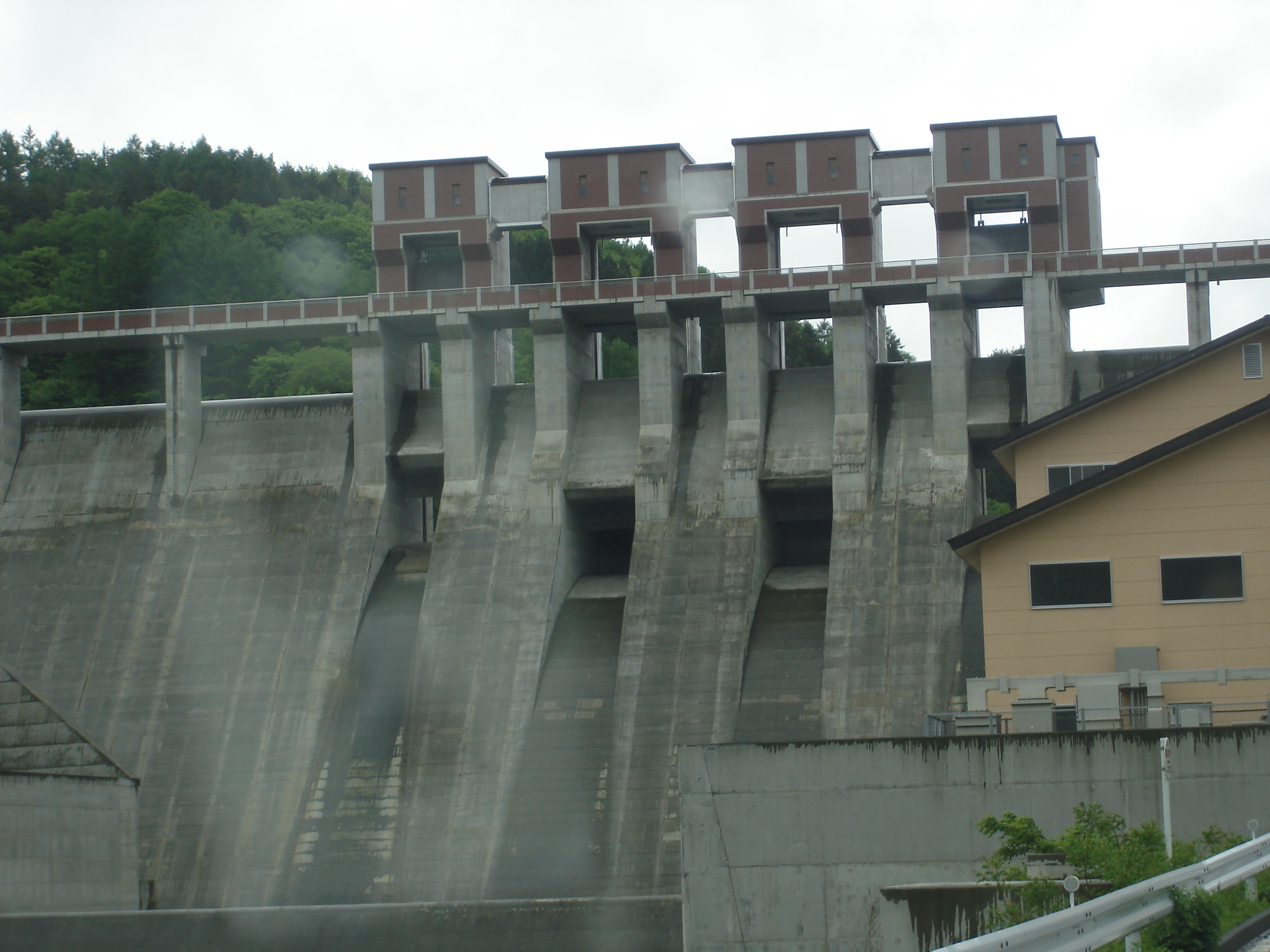
Diga di Yomasari

- Diga di Yomasari

### Prefettura di Fukui

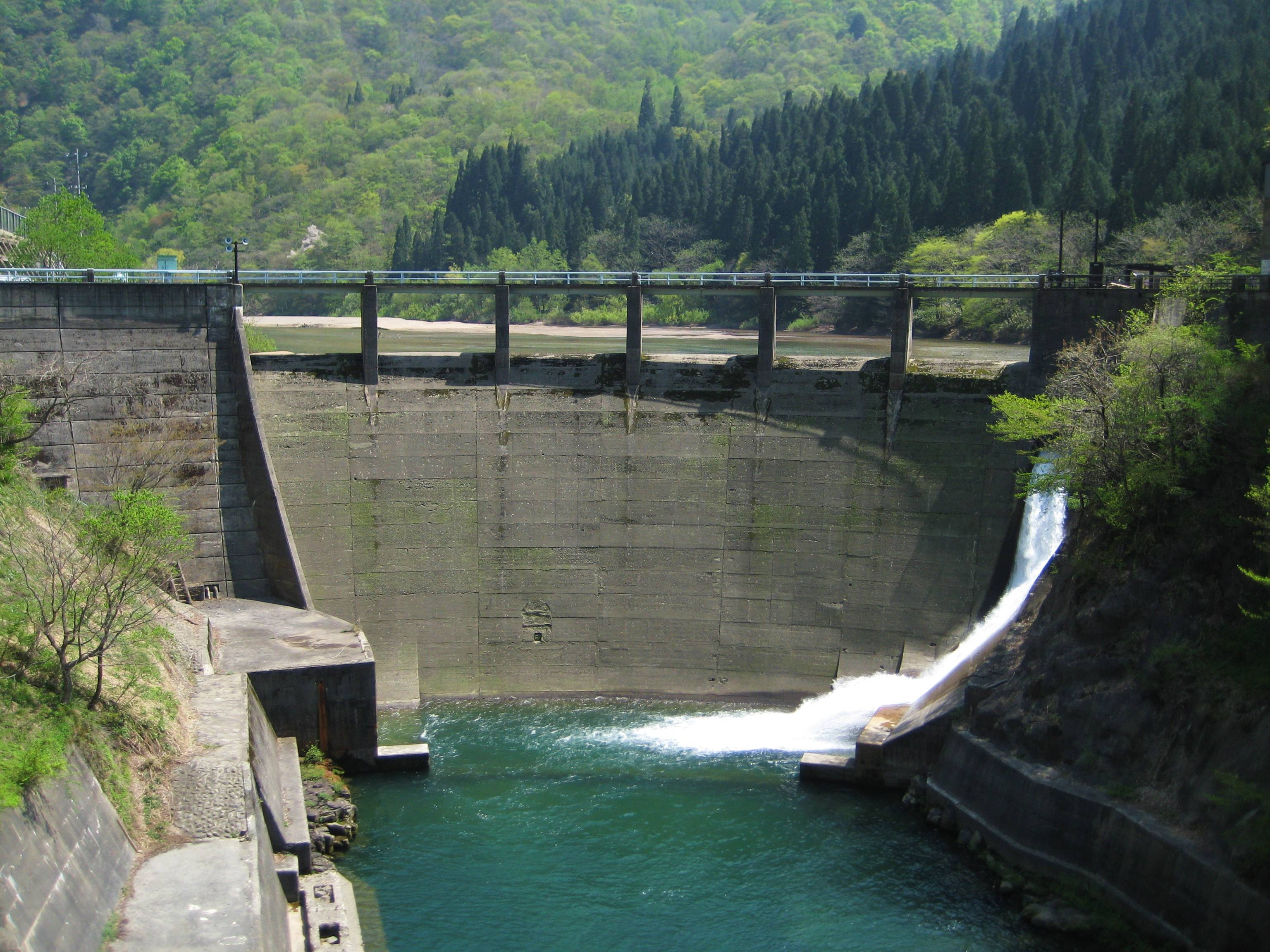
Diga di Itoshiro

- Diga di Asuwagawa
- Diga di Futatsuya-Tōshukō
- Diga di Itoshiro
- Diga di Kumokawa
- Diga di Kuzuryū
- Diga di Managawa
- Diga di Masutani
- Diga di Sasogawa
- Diga di Washi
- Diga di Yanbara

### Prefettura di Fukuoka

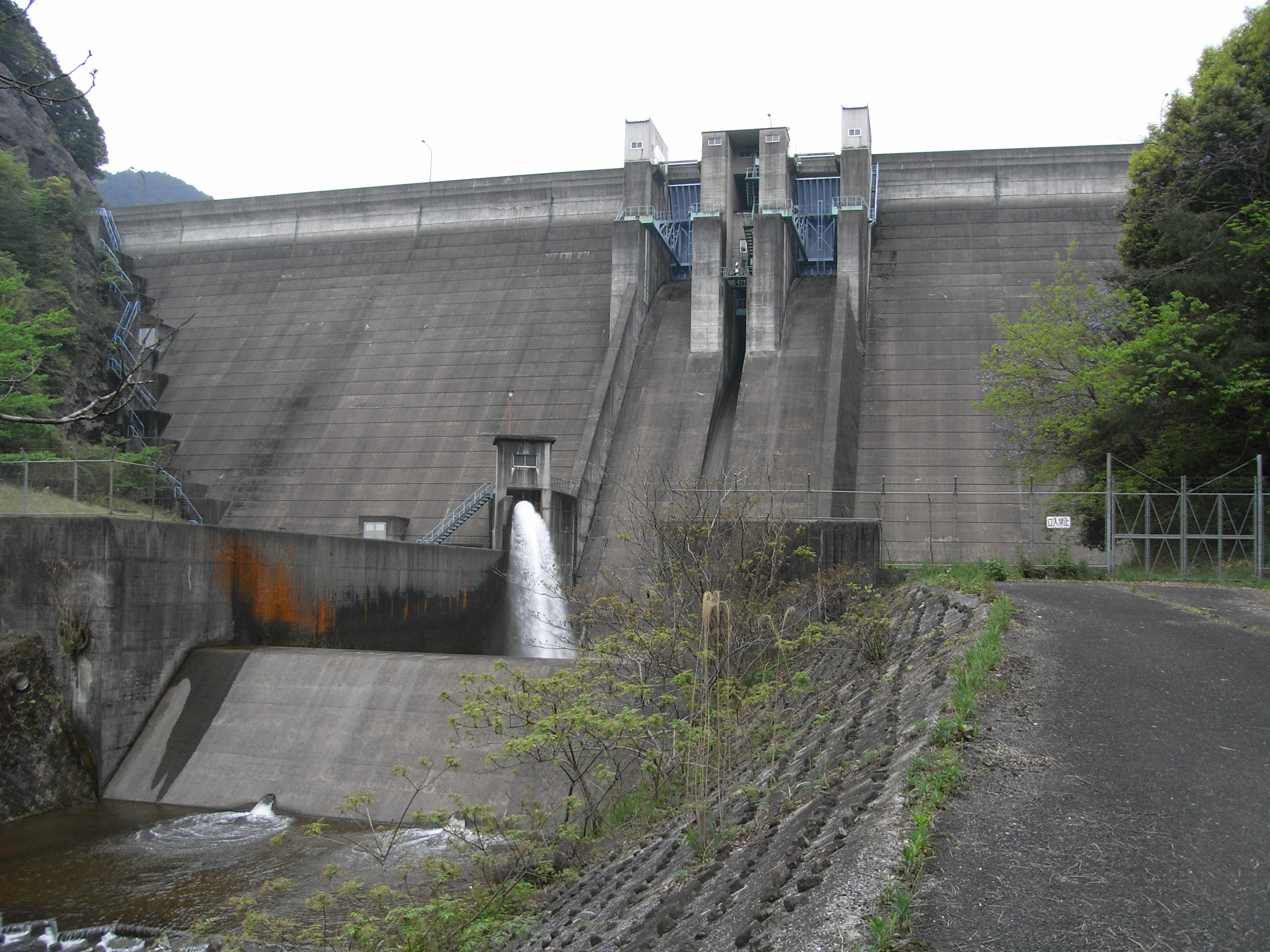
Diga di Jinya

- Diga di Aburagi
- Diga di Egawa
- Diga di Gousho
- Diga di Heisei Ōzeki
- Diga di Hyūgami
- Diga di Inunaki
- Diga di Jinya
- Diga di Kawachi
- Diga di Matuze
- Diga di Narufuchi
- Diga di Terauchi

### Prefettura di Fukushima

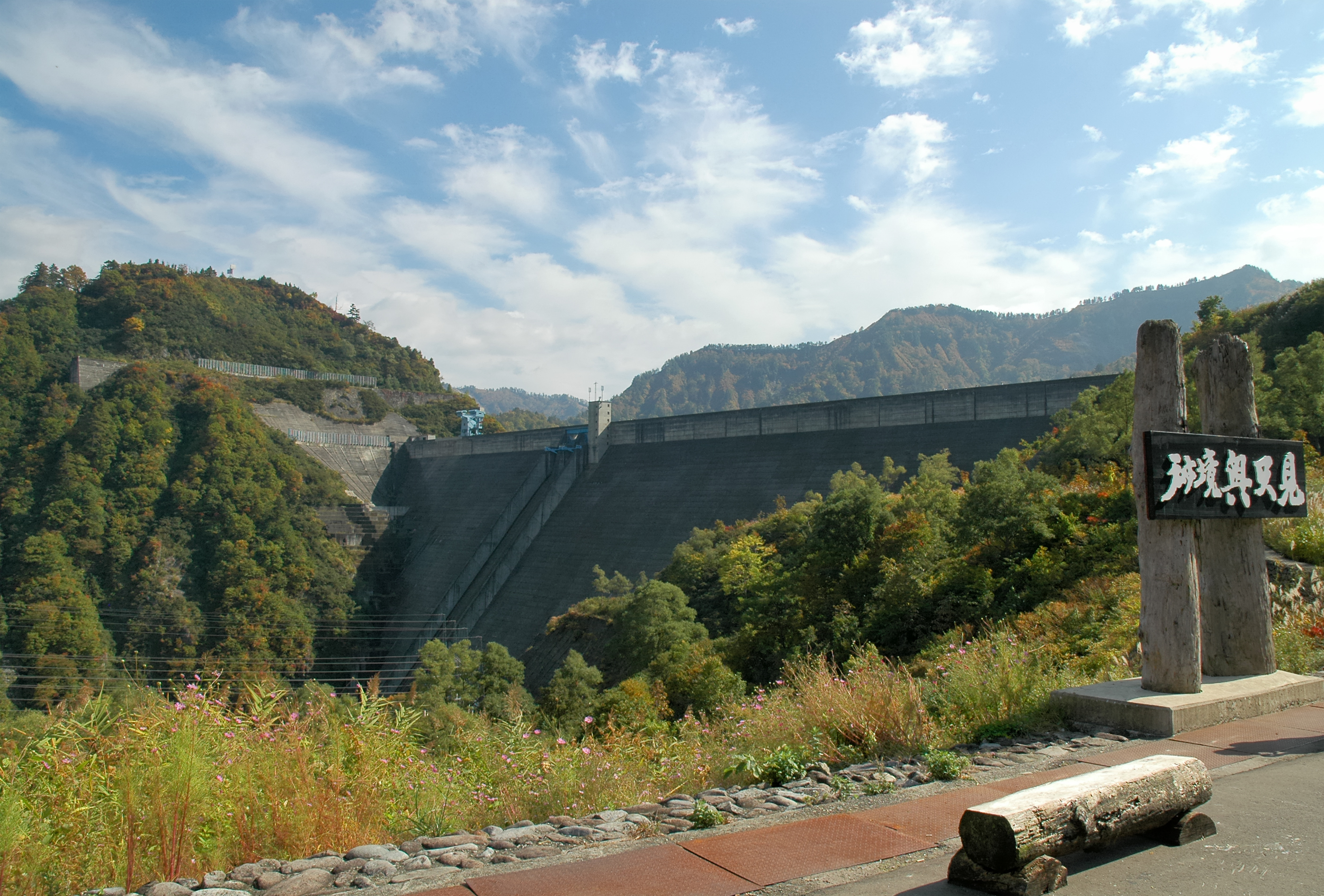
Diga di Okutadami

- Diga di Akimotoko
- Diga di Asahi
- Diga di Fujinuma
- Diga di Hatori
- Diga di Honna
- Diga di Jūrokkyō
- Diga di Kaminojiri
- Diga di Katakado
- Diga di Miharu
- Diga di Miyagawa
- Diga di Miyashita
- Diga di Okawa
- Diga di Okutadami
- Diga di Ōtori
- Diga di Ōuchi
- Diga di Shingo
- Diga di Shinmiyagawa
- Diga di Surikamigawa
- Diga di Tadami
- Diga di Taki
- Diga di Tagokura
- Diga di Uwada
- Diga di Yamasato
- Diga di Yanaizu

### Prefettura di Gifu

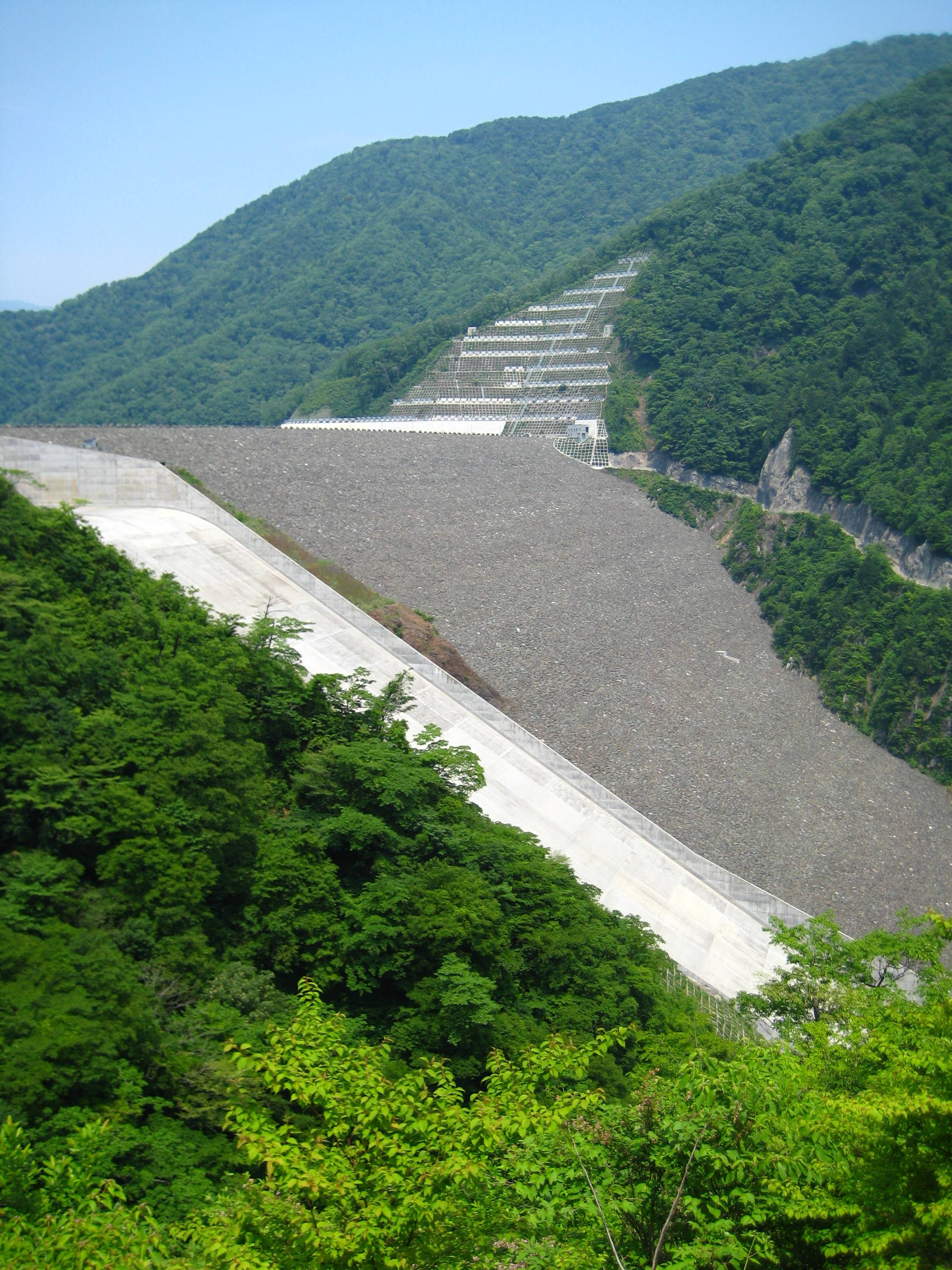
Diga di Tokuyama

- Diga di Asahi
- Diga di Agigawa
- Diga di Hatogaya
- Diga di Hosobidani
- Diga di Iwaya
- Diga di Kamiōsu
- Diga di Kobuchi
- Diga di Kaneyama
- Diga di Kasagi
- Diga di Kawabe
- Diga di Kuze
- Diga di Kuguno
- Diga di Maruyama
- Diga di Mazegawa
- Diga di Matsuno
- Diga di Miboro
- Diga di Nagura
- Diga di Narude
- Diga di Nishidaira
- Diga di Ōi
- Diga di Okurodani
- Diga di Oshirakawa
- Diga di Sakaigawa
- Diga di Shimohara
- Diga di Shimokotori
- Diga di Shin'inotani
- Diga di Takane
- Diga di Tokuyama
- Diga di Tsubawara
- Diga di Yokoyama

### Prefettura di Gunma

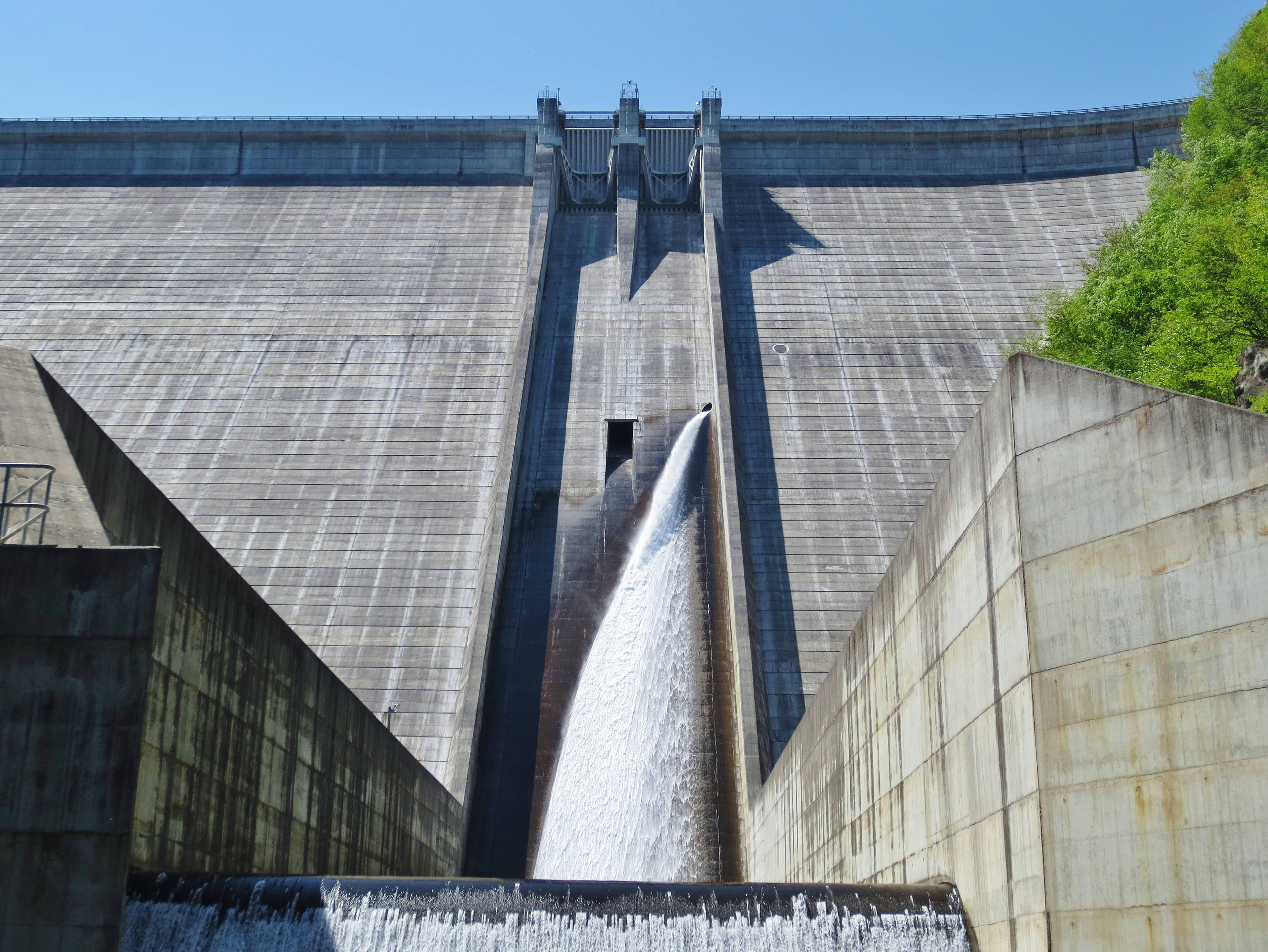
Diga di Ueno

- Diga di Aimata
- Diga di Fujiwara
- Diga di Kusaki
- Diga di Nakagi
- Diga di Naramata
- Diga di Nozori
- Diga di Sakamoto
- Diga di Shimagawa
- Diga di Shimokubo
- Diga di Shinaki
- Diga di Shinsui
- Diga di Shirasuna
- Diga di Sonohara
- Diga di Sudagai
- Diga di Takatsudo
- Diga di Tamahara
- Diga di Ueno
- Diga di Yagisawa
- Diga di Yanba

### Prefettura di Hiroshima

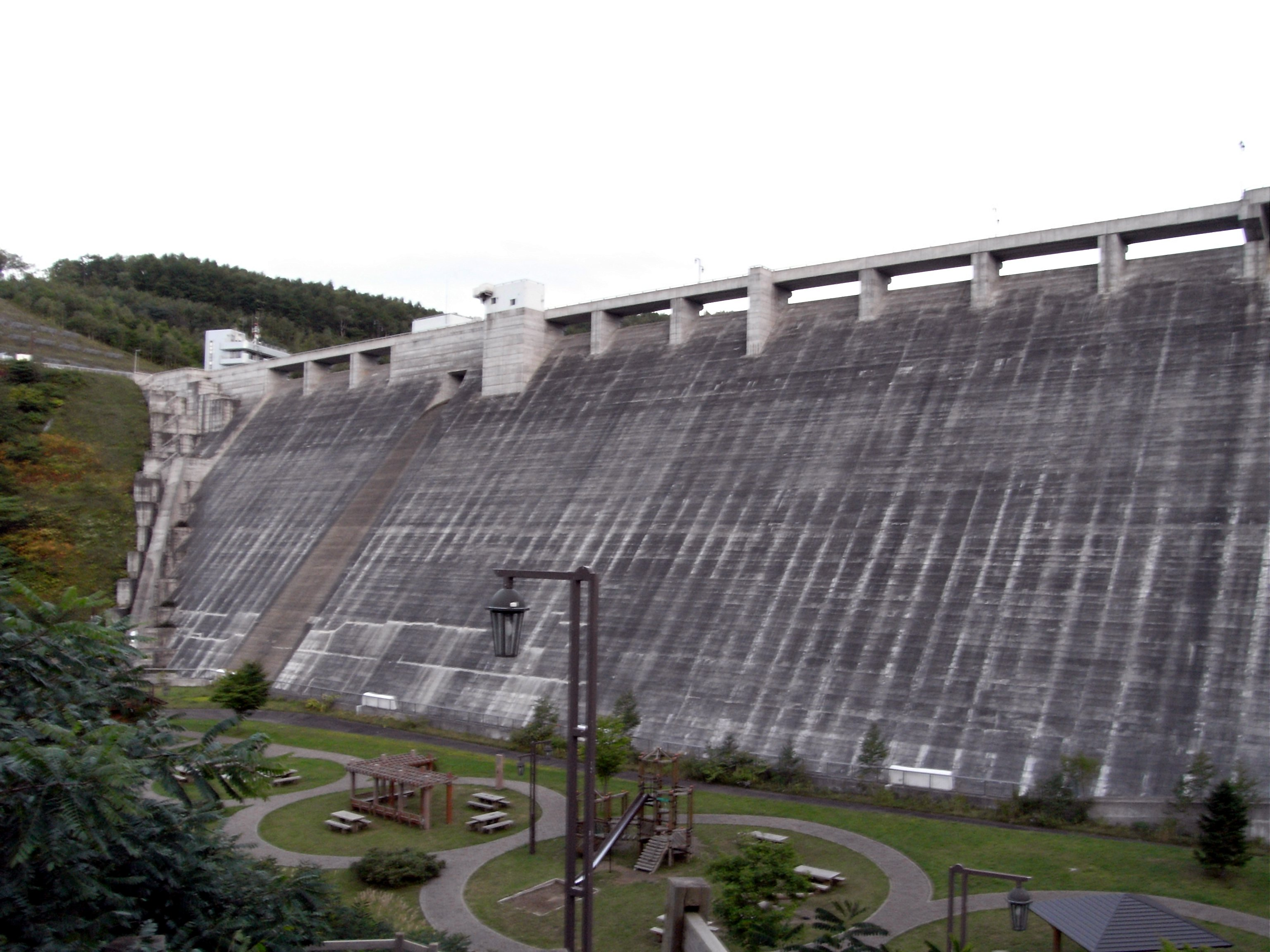
Diga di Asari

- Diga di Haizuka
- Diga di Haji
- Diga di Hattabara
- Diga di Kōbo
- Diga di Kutsugahara
- Diga di Mikawa
- Diga di Nabara
- Diga di Nukui
- Diga di Ōdomari
- Diga di Ozegawa
- Diga di Shikawa
- Diga di Taishakugawa
- Diga di Tarudoko
- Diga di Tateiwa
- Diga di Yamadagawa
- Diga di Yasaka

### Prefettura di Hokkaidō

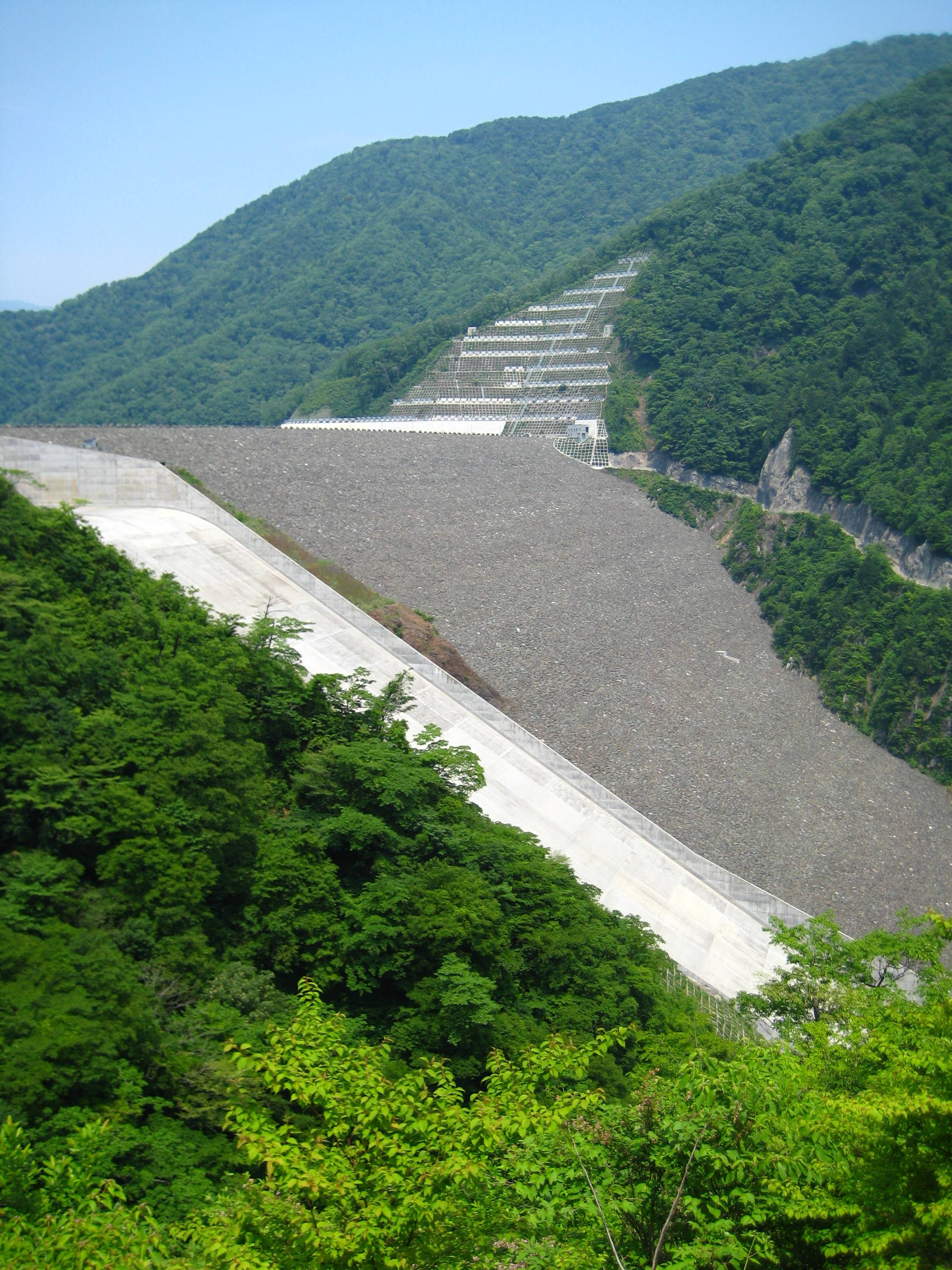
Diga di Tokuyama

- Diga di Asari
- Diga di Ashibetsu
- Diga di Bibai
- Diga di Chitose
- Diga di Chubetsu
- Diga di Daisetu
- Diga di Hōheikyō
- Diga di Iwamatsu
- Diga di Izarigawa
- Diga di Jōzankei
- Diga di Kanayama
- Diga di Kanoko
- Diga di Katsurazawa
- Diga di Kuriyama
- Diga di Muri
- Diga di Nibutani
- Diga di Ōyūbari
- Diga di Pirika
- Diga di Takami
- Diga di Takisato
- Diga di Tobetsu
- Diga di Tokachi
- Diga di Uryu

### Prefettura di Hyōgo

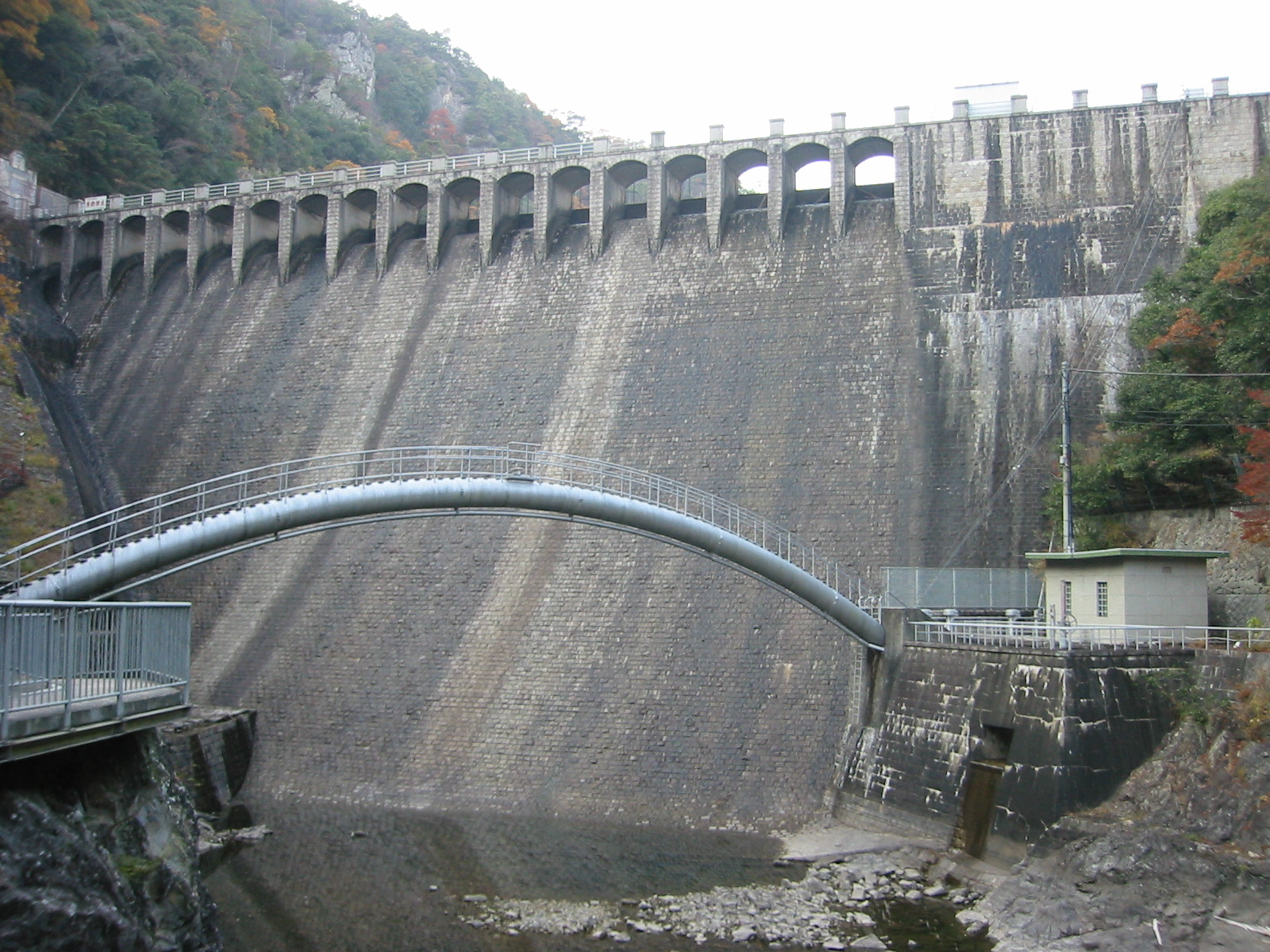
Diga di Sengari

- Diga di Dondo
- Diga di Hitokura
- Diga di Ikuno
- Diga di Kurokawa
- Diga di Nunobiki
- Diga di Sengari
- Diga di Tataragi

### Prefettura di Ibaraki
- Diga di Fukuoka

### Prefettura di Ishikawa

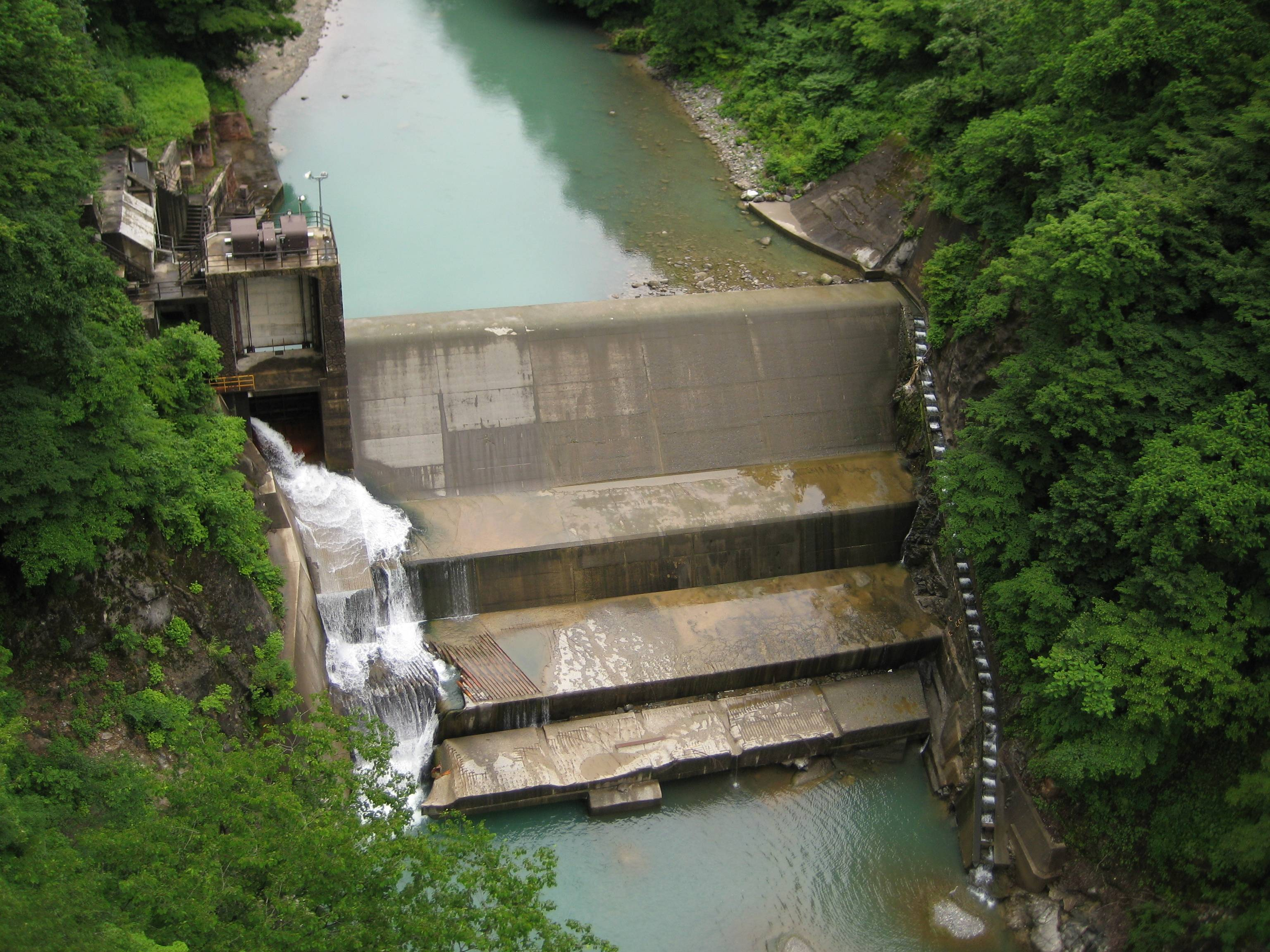
Diga di Yoshinodani

- Diga di Dainichigawa
- Diga di Oguchi
- Diga di Tedorigawa
- Diga di Iō
- Diga di Kitakawachi
- Diga di Kutani
- Diga di Saigawa
- Diga di Tatsumi
- Diga di Uchikawa
- Diga di Yoshinodani

### Prefettura di Iwate

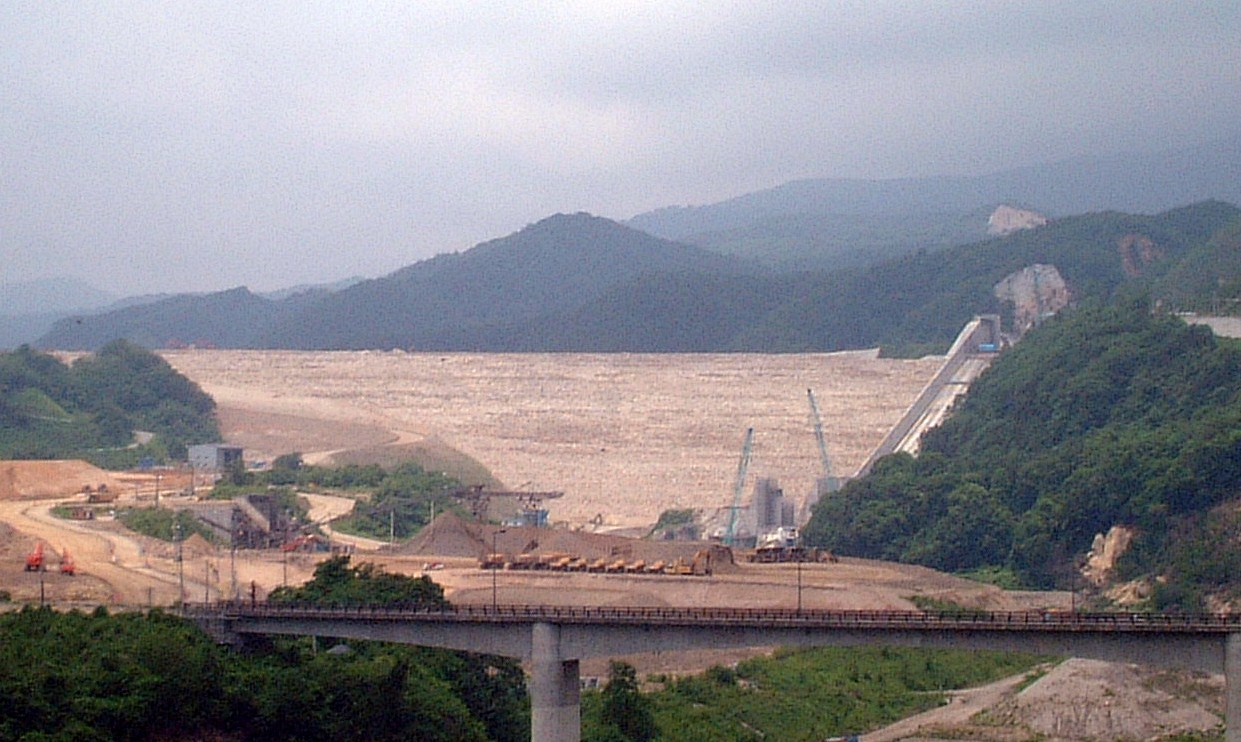
Diga di Isawa

- Diga di Gandō
- Diga di Gosho
- Diga di Hayachine
- Diga di Isawa
- Diga di Ishibuchi
- Diga di Irihata
- Diga di Ishibane
- Diga di Kuzumaru
- Diga di Sannōkai
- Diga di Shijūshida
- Diga di Tase
- Diga di Toyosawa
- Diga di Wakayanagi
- Diga di Yuda

### Prefettura di Kagawa

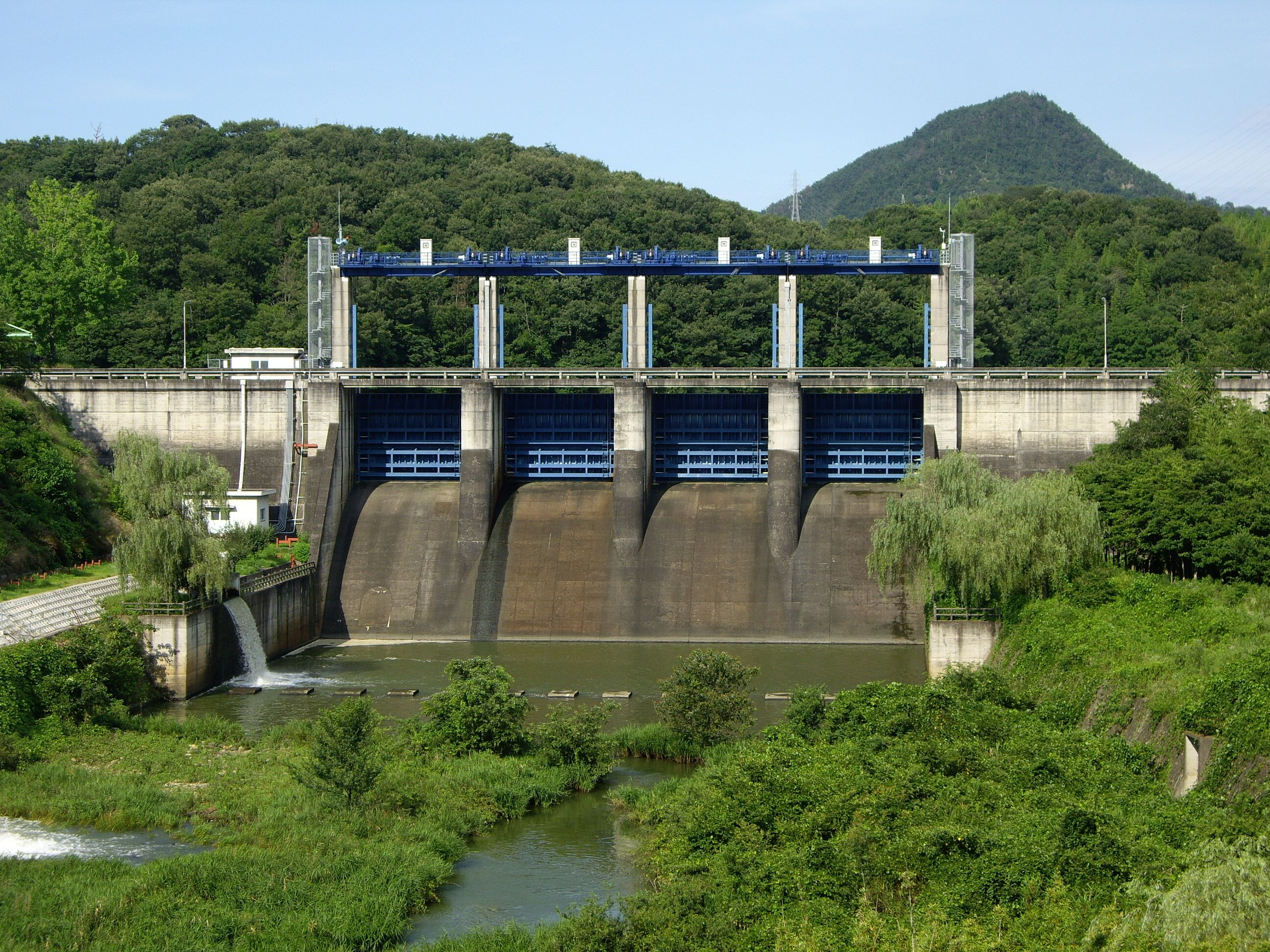
Diga di Fuchu

- Diga di Fuchu
- Diga di Hounenike Dam
- Diga di Mannoike
- Diga di Maeyama
- Diga di Naiba

### Prefettura di Kagoshima

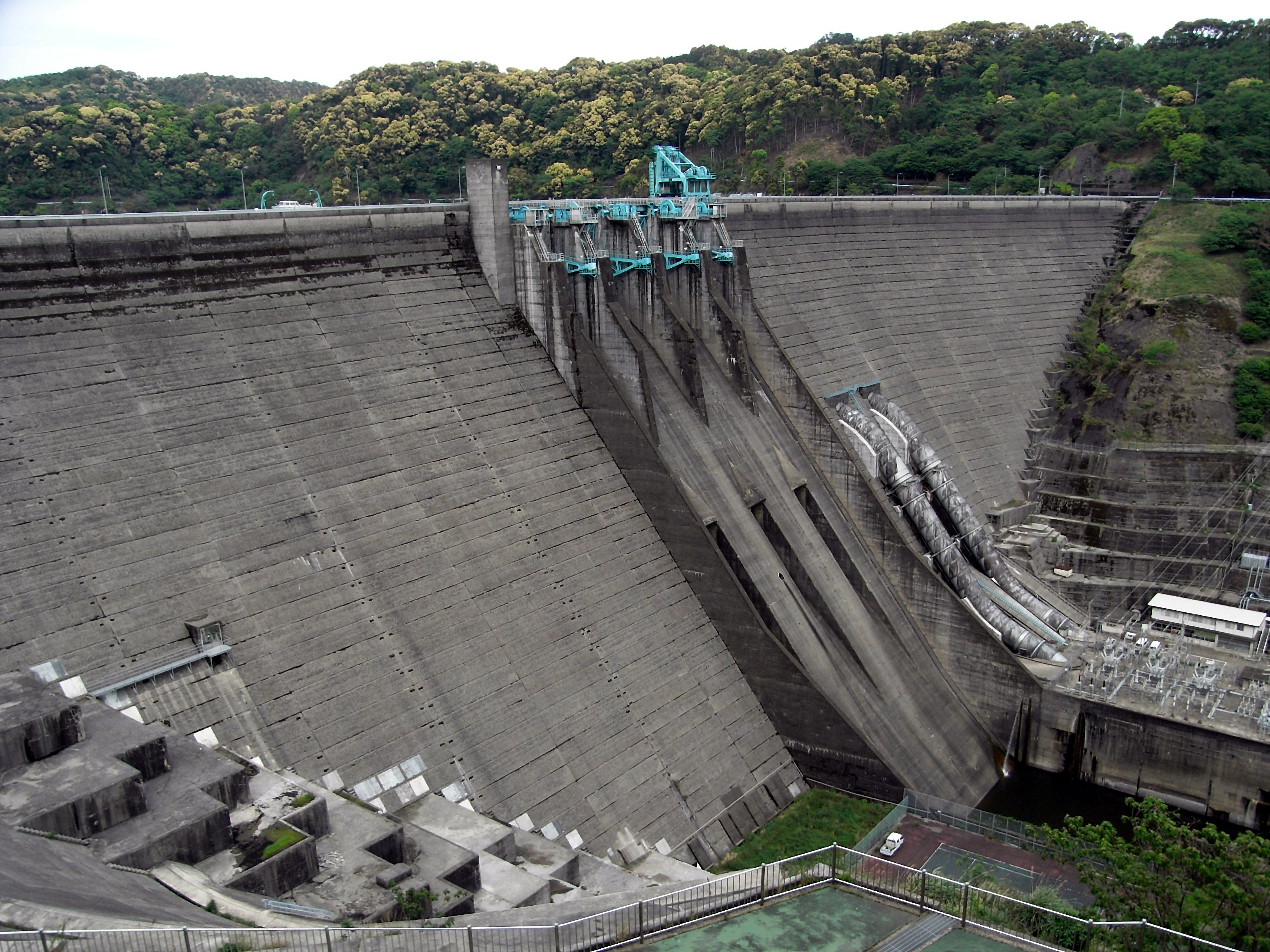
Diga di Tsuruda

- Diga di Kawanabe
- Diga di Kougawa
- Diga di Sendaigawa
- Diga di Shinsumiyogawa
- Diga di Takaono
- Diga di Tsuruda

### Prefettura di Kanagawa

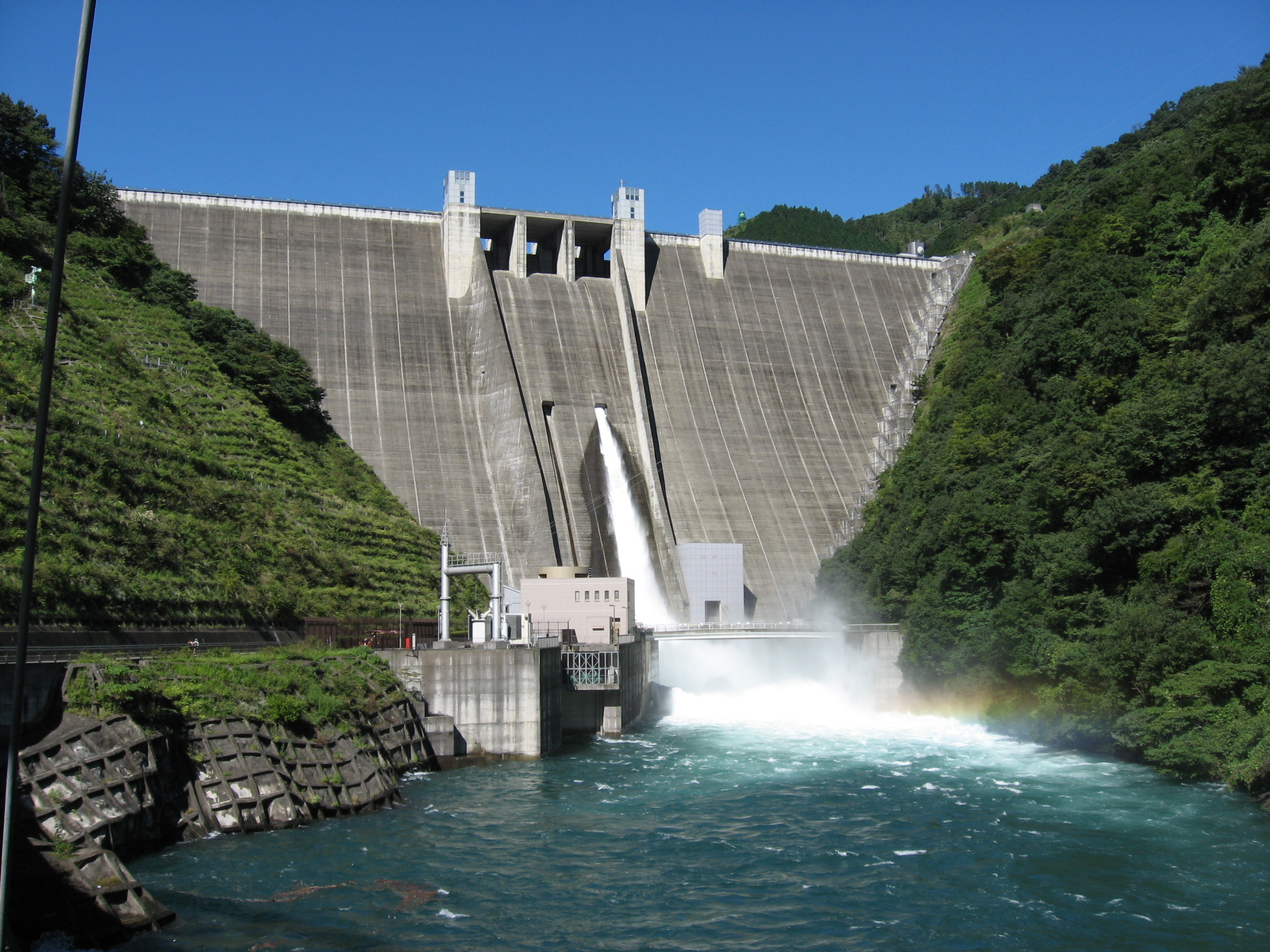
Diga di Miyagase

- Diga di Honzawa
- Diga di Miho
- Diga di Miyagase
- Diga di Sagami
- Diga di Shiroyama

### Prefettura di Kōchi

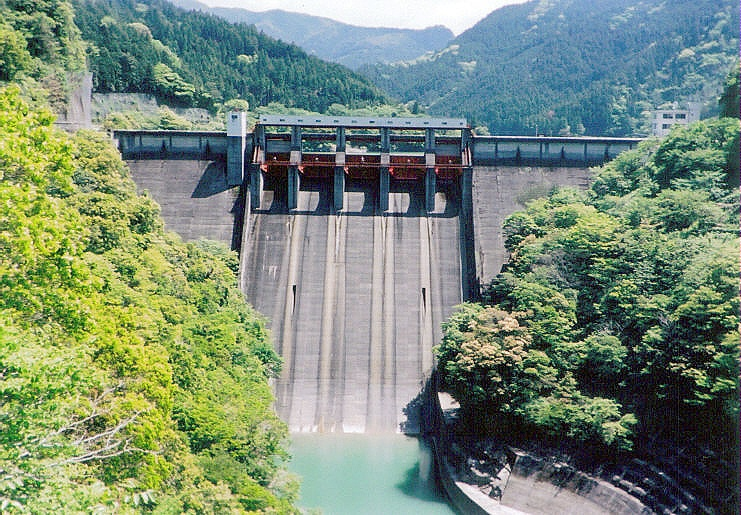
Diga di Nagase

- Diga di Ananaigawa
- Diga di Bunsui
- Diga di Hiranabe
- Diga di Iejigawa
- Diga di Ikadatsu
- Diga di Ikanazu
- Diga di Inamura
- Diga di Kuki
- Diga di Nagasawa
- Diga di Nagase
- Diga di Nakasujigawa
- Diga di Ohashi
- Diga di Odo
- Diga di Ohmorigawa
- Diga di Sameura
- Diga di Shigeto
- Diga di Tsuga
- Diga di Yanase
- Diga di Yasuba

### Prefettura di Kyoto

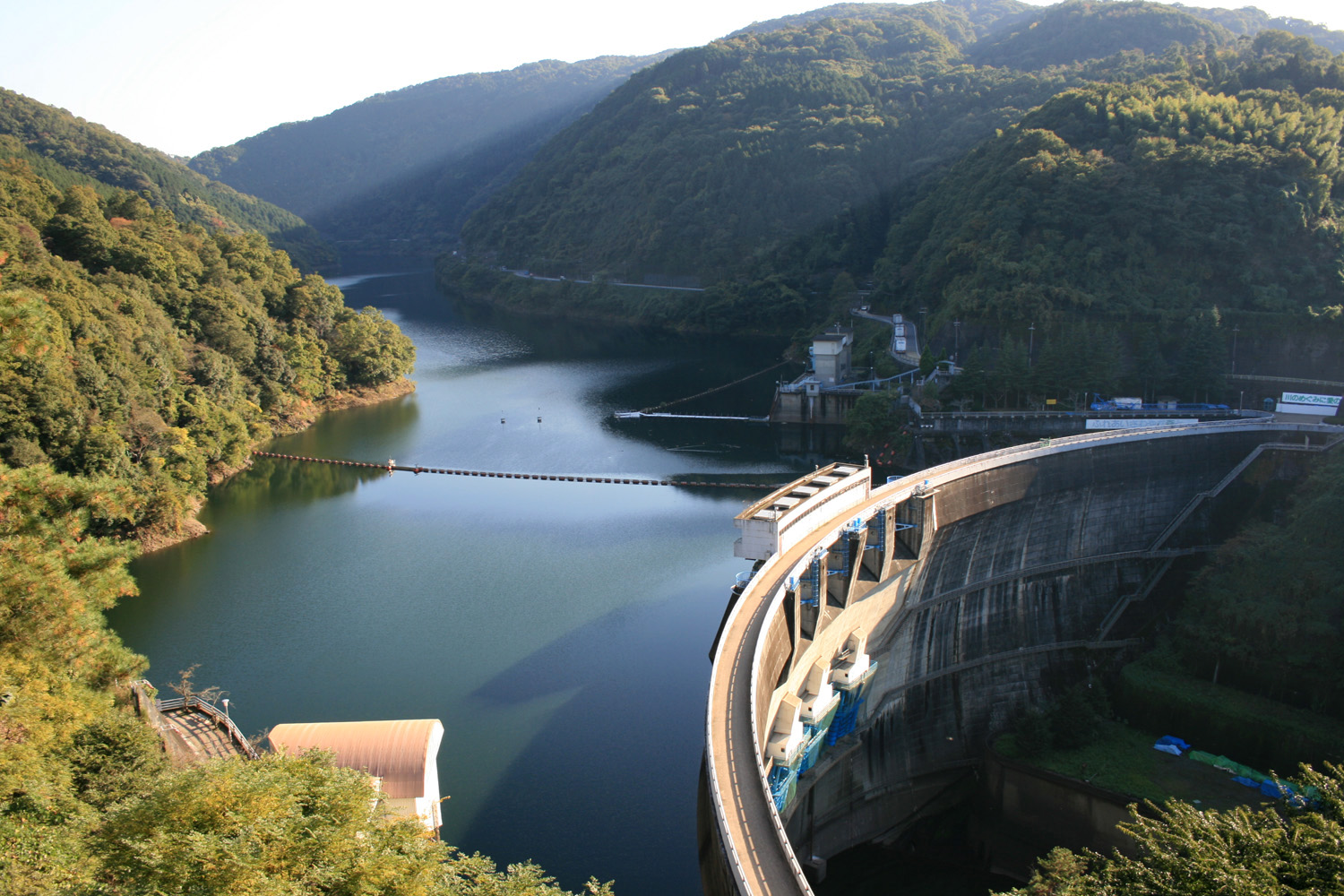
Diga di Amagase

- Diga di Amagase
- Diga di Hiyoshi
- Diga di Kisen'yama
- Diga di Ono
- Diga di Segi
- Diga di Takayama
- Diga di Tsutenko

### Prefettura di Mie

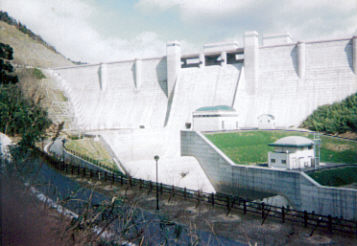
Diga di Hinachi

- Diga di Erihara
- Diga di Hachisu
- Diga di Hinachi
- Diga di Isaka
- Diga di Kamiji
- Diga di Komori
- Diga di Kuchisubo
- Diga di Misedani
- Diga di Miyagawa
- Diga di Nakazato
- Diga di Nanairodam
- Diga di Shorenji

### Prefettura di Miyagi

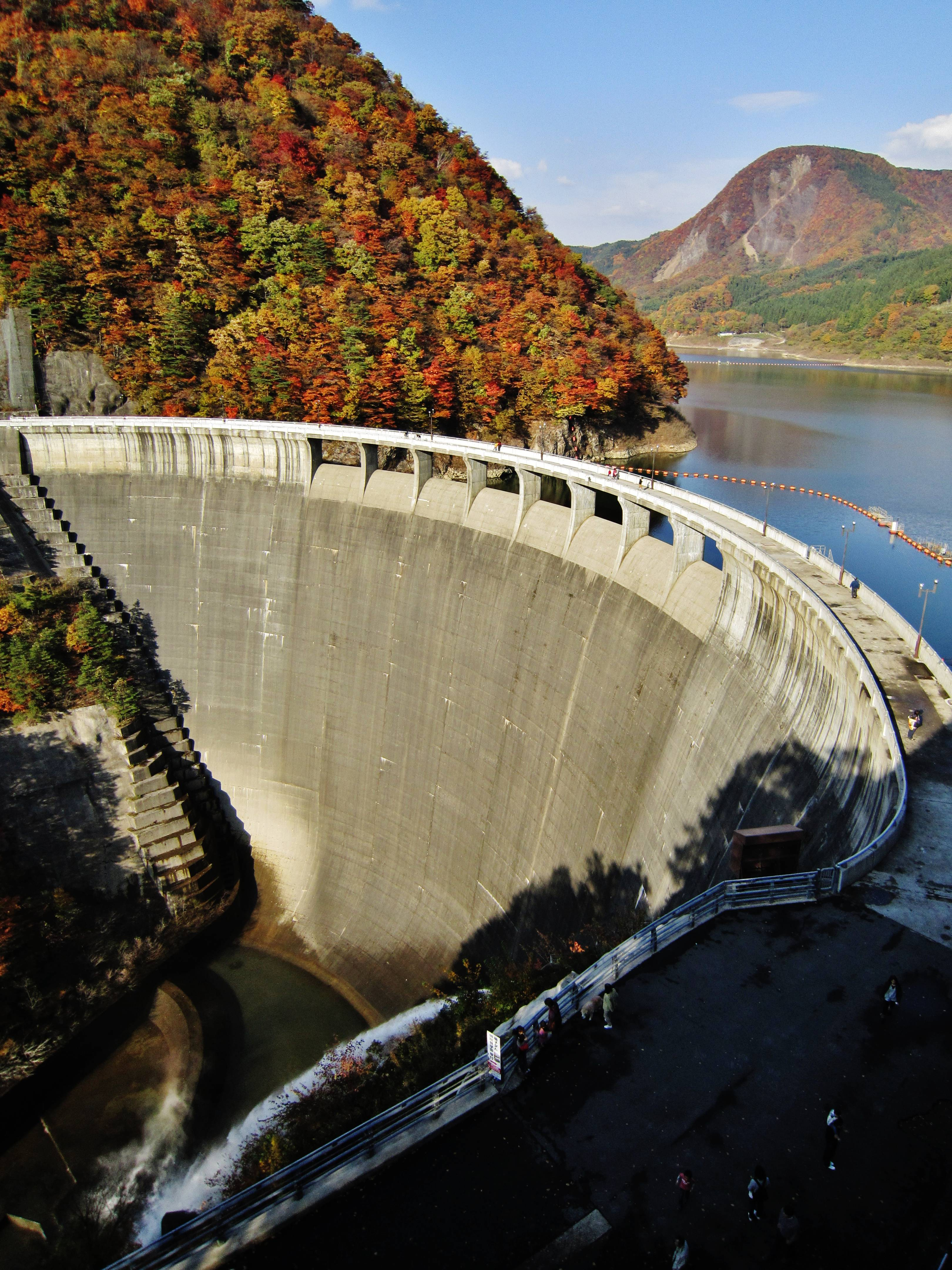
Diga di Naruko

- Diga di Aratozawa
- Diga di Hanayama
- Diga di Kamafusa
- Diga di Kejyonuma
- Diga di Koda
- Diga di Kurikoma
- Diga di Minamikawa
- Diga di Miyatoko
- Diga di Naganuma
- Diga di Nanakita
- Diga di Naruko
- Diga di Shichikashuku
- Diga di Urushizawa

### Prefettura di Miyazaki

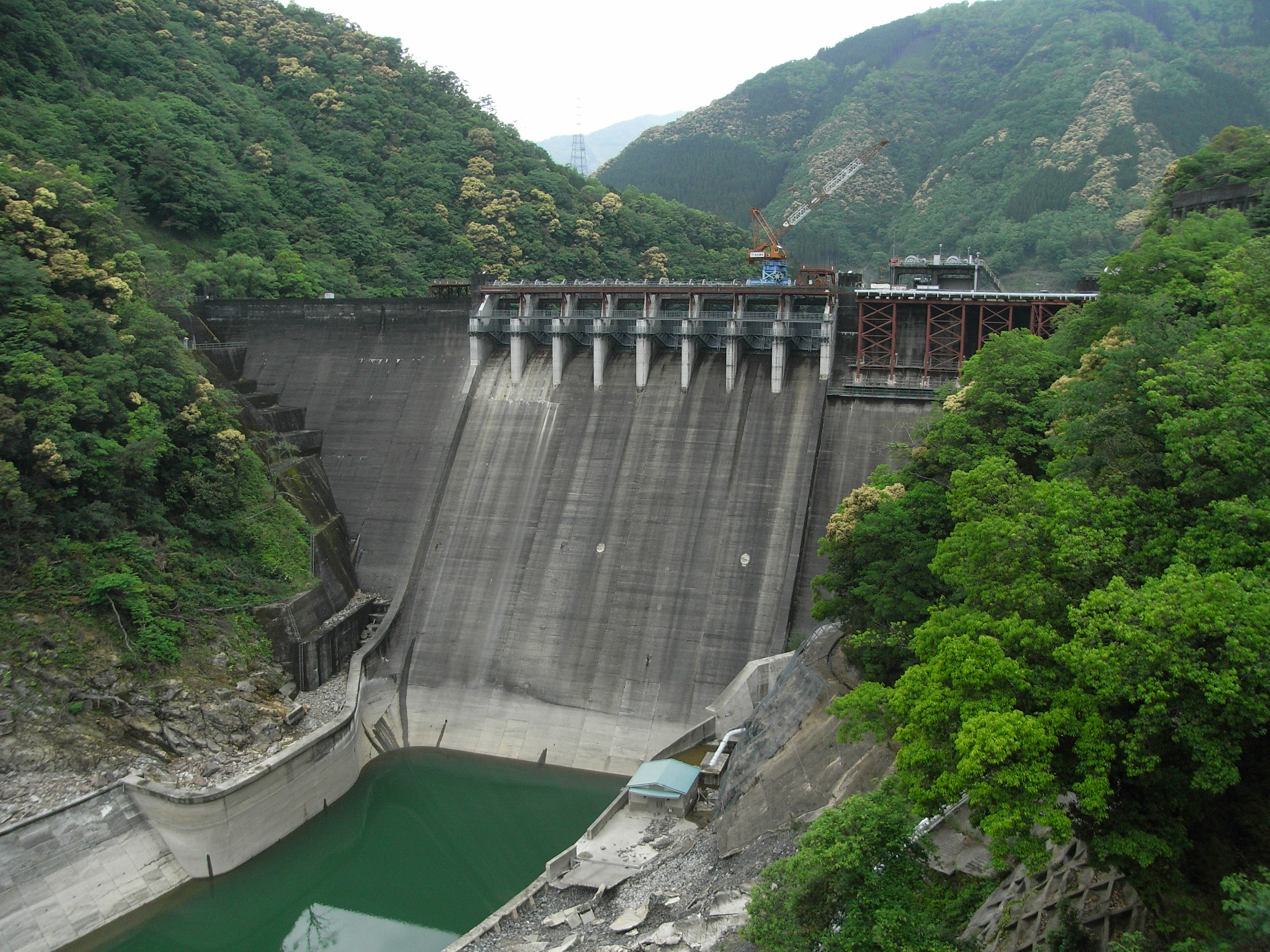
Diga di Tsukabaru

- Diga di Hitotsuse
- Diga di Ishikawauchi
- Diga di Iwase
- Diga di Kamishiiba
- Diga di Miyanomoto
- Diga di Morozuka
- Diga di Ouchibaro
- Diga di Oyodogawa
- Diga di Saigo
- Diga di Shimoaka
- Diga di Sugiyasu
- Diga di Takaoka
- Diga di Tsukabaru
- Diga di Yamasubaru

### Prefettura di Nagano

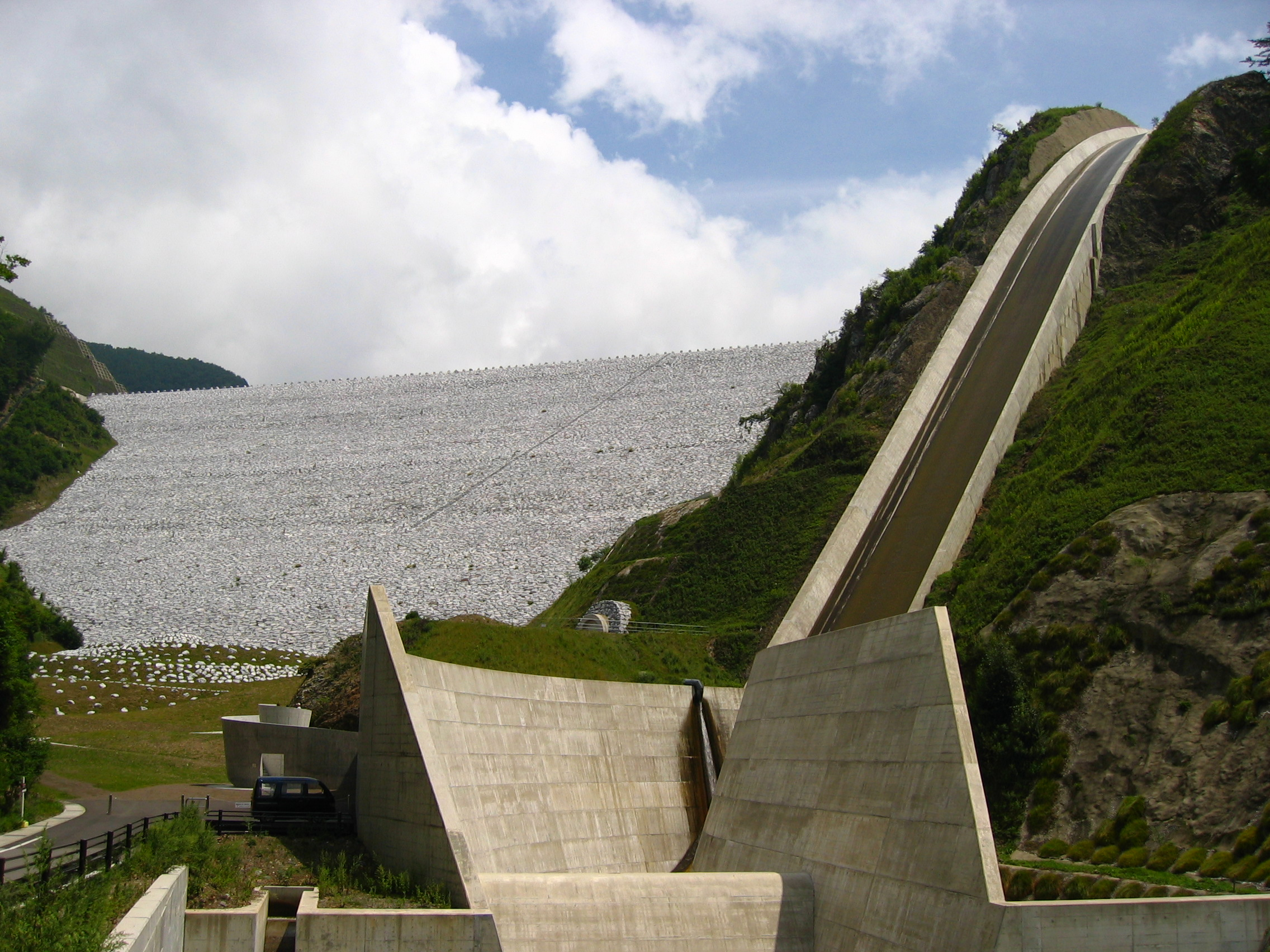
Diga di Minamiaiki

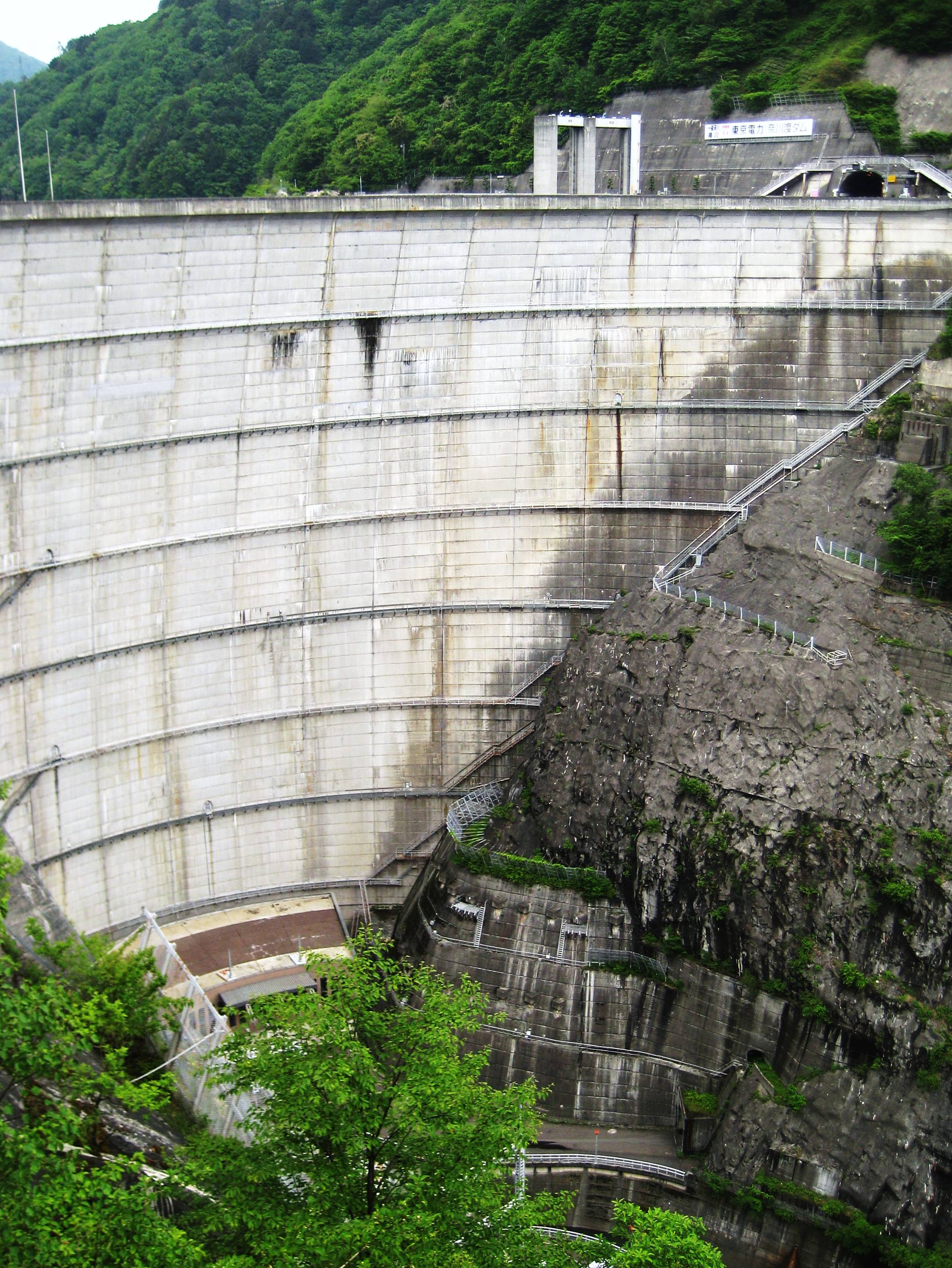
Diga di Nagawado

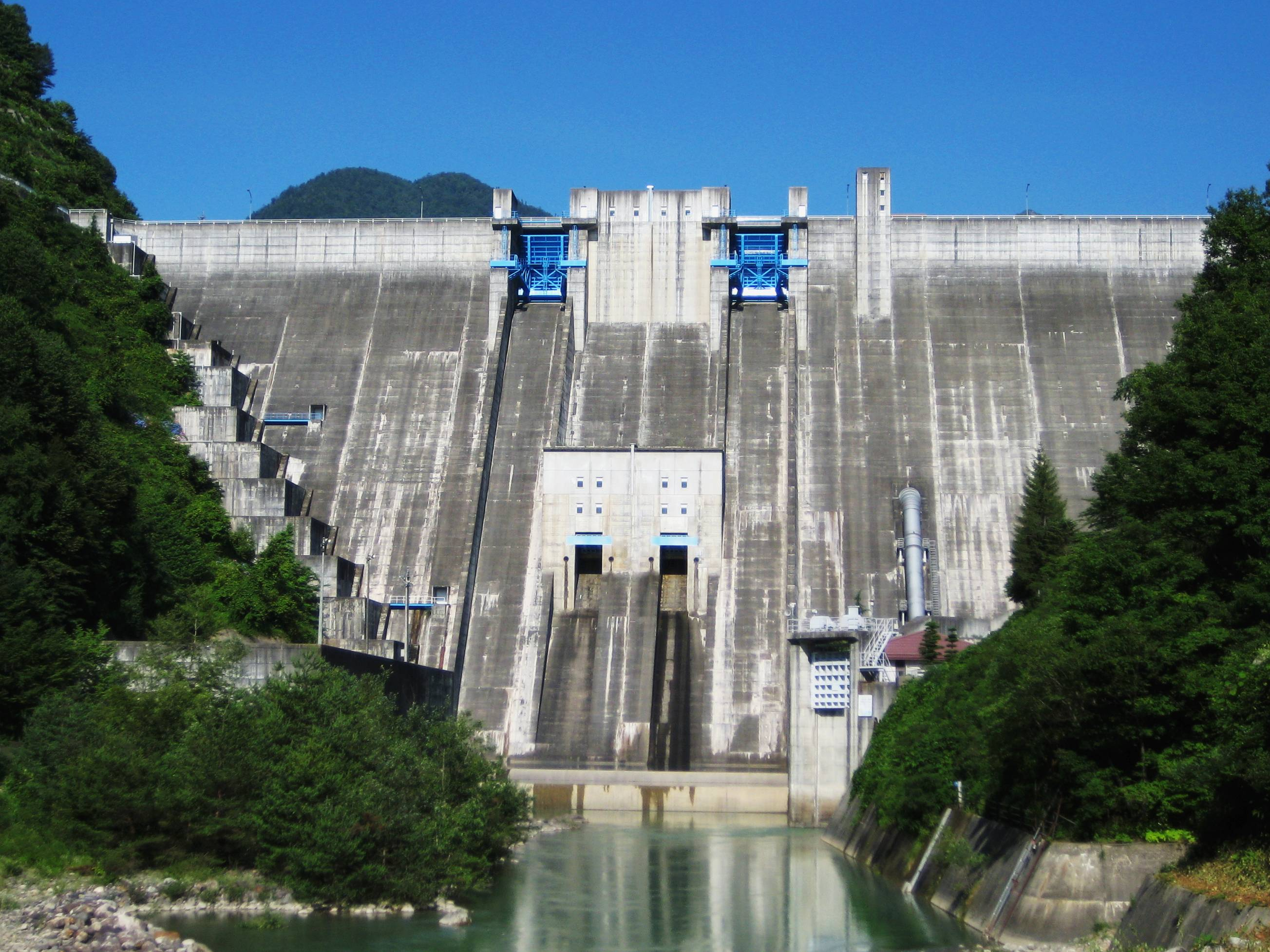
Diga di Ōmachi

- Diga di Achibake
- Diga di Akiyama
- Diga di Amekawa
- Diga di Dorogawa
- Diga di Haino
- Diga di Hiraoka
- Diga di Horikirizawa
- Diga di Higashijo
- Diga di Himekawa
- Diga di Ikusaka
- Diga di Ikuta
- Diga di Inagawa
- Diga di Inekoki
- Diga di Iwakura
- Diga di Koya
- Diga di Kanabara
- Diga di Katagiri
- Diga di Kiso
- Diga di Kitayama
- Diga di Kōsaka
- Diga di Koshibu
- Diga del lago Kutsuzawa
- Diga di Makio
- Diga di Matsukawa
- Diga di Midono
- Diga di Minakata
- Diga di Miure
- Diga di Minamiaiki
- Diga di Minochi
- Diga di Minowa
- Diga di Misogawa
- Diga del lago Misuzu
- Diga di Miwa
- Diga di Mizukami
- Diga di Nagawado
- Diga di Nanakura
- Diga di Narai
- Diga di Nishiotaki
- Diga di Nishiura
- Diga di Odagiri
- Diga di Okususobana
- Diga di Ōmachi
- Diga di Onikuma
- Diga di Otakigawa
- Diga di Saigawa
- Diga di Sasadaira
- Diga di Sawando
- Diga di Sebadani
- Diga di Sugadaira
- Diga di Susobana
- Diga di Taira
- Diga di Takase
- Diga di Takato
- Diga di Tatsugasawa
- Diga di Tokiwa
- Diga di Toyooka
- Diga di Uchimura
- Diga di Wachino
- Diga di Yamaguchi
- Diga di Yasuoka
- Diga di Yatategi Sabo
- Diga di Yoji
- Diga di Yokokawa
- Diga di Yukawa
- Diga di Yunose

### Prefettura di Nara

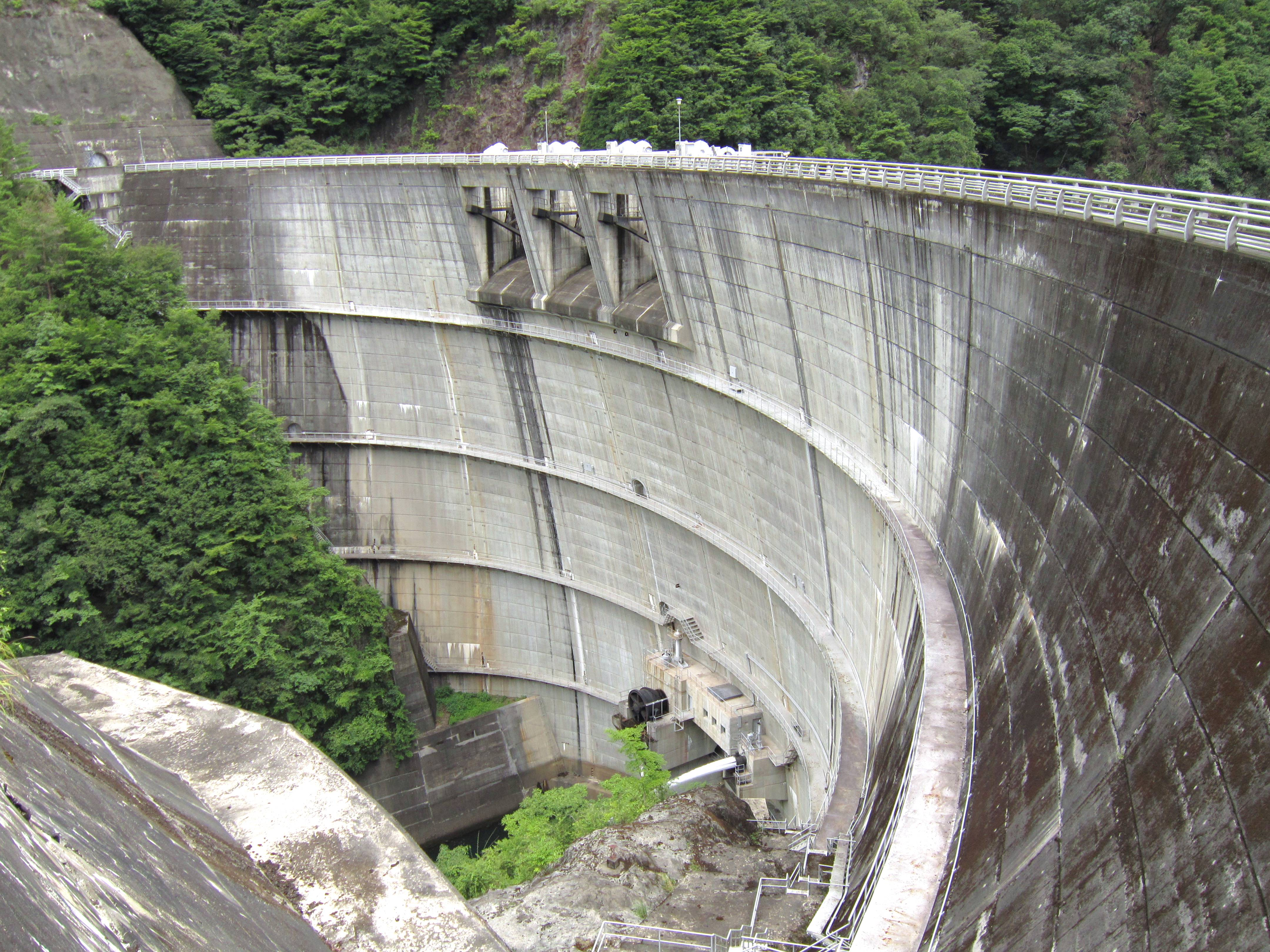
Diga di Asahi

- Diga di Asahi
- Diga di Seto

### Prefettura di Niigata

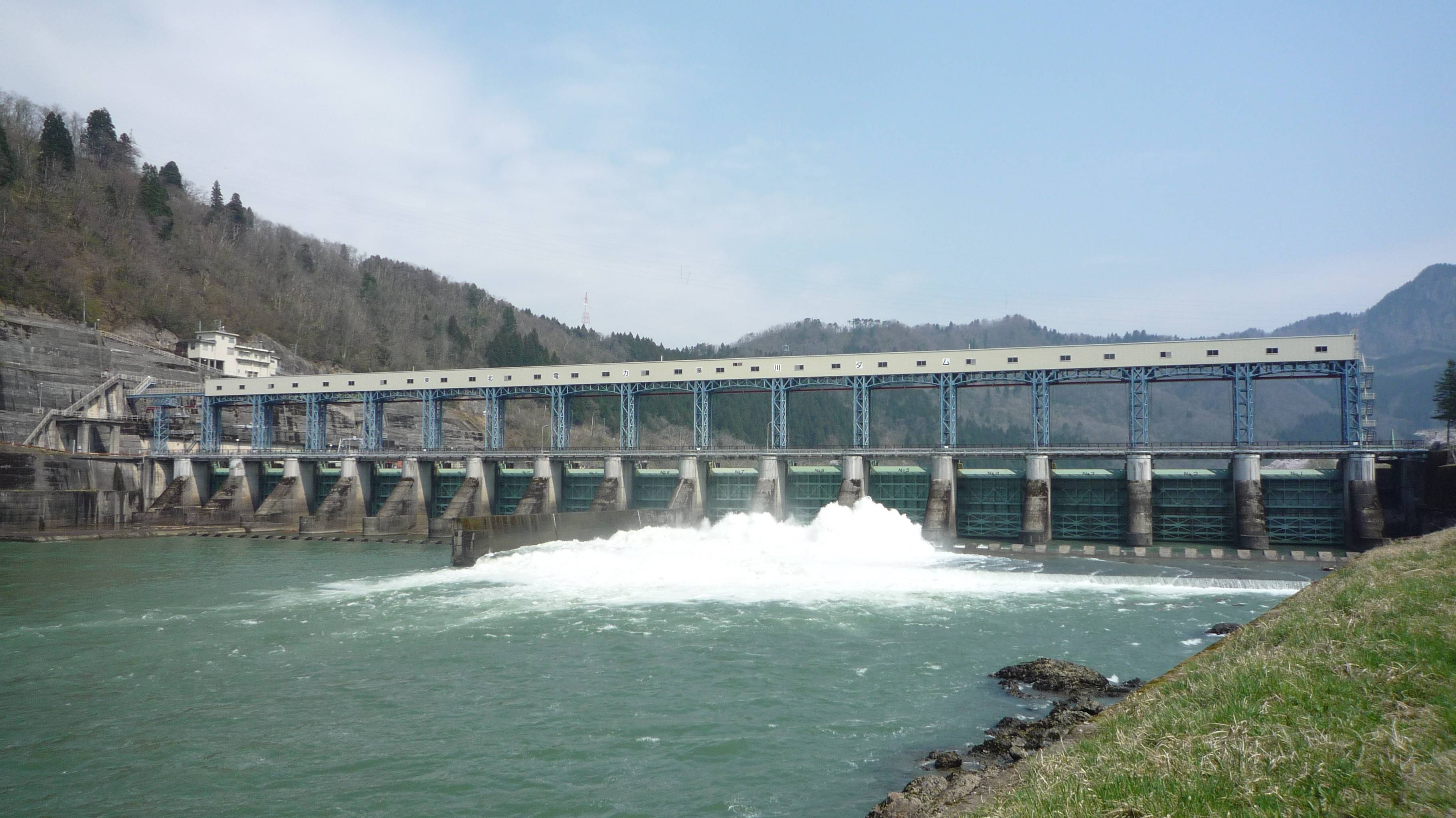
Diga di Agekawa

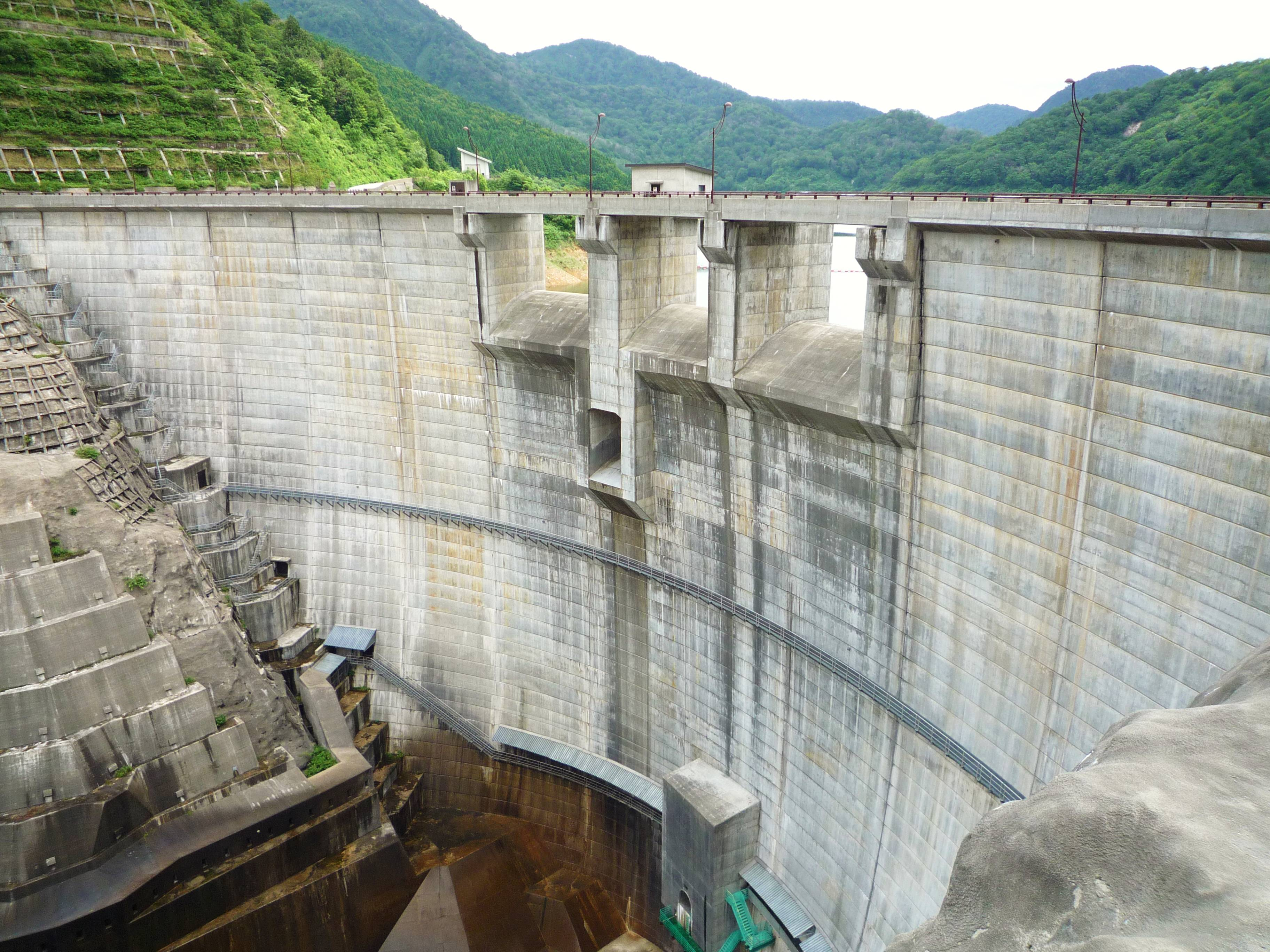
Diga di Okumiomote

- Diga di Aburumagawa
- Diga di Agekawa
- Diga di Asagawara
- Diga di Futai
- Diga di Iwafune
- Diga di Kajigawa
- Diga di Kakizakigawa
- Diga di Kanose
- Diga di Kasabori
- Diga di Ketto
- Diga di Kassa
- Diga di Kassagawa
- Diga di Konoyama
- Diga di Kuromata
- Diga di Kuromatagawa
- Diga di Miomote
- Diga di Miyanaka Dam
- Diga di Oishi
- Diga di Okumiomote
- Diga di Okutadami
- Diga di Otani
- Diga di Sagurigawa
- Diga di Saruta
- Diga di Sasagamine
- Diga di Shozenji
- Diga di Tainai
- Diga di Tainaigawa
- Diga di Takanosu
- Diga di Toyomi
- Diga di Uchinokura
- Diga di Yamamoto

### Prefettura di Ōita

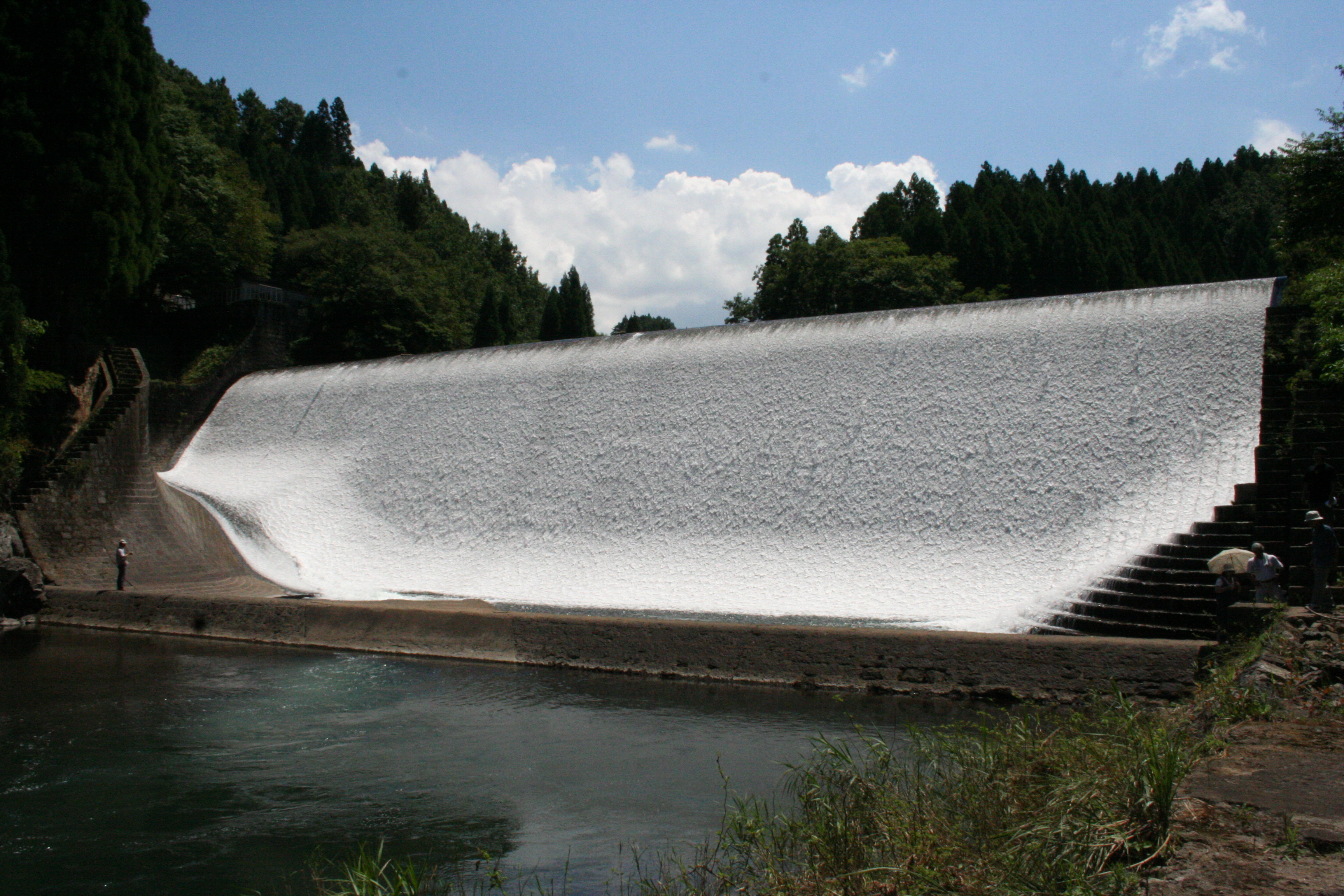
Diga di Hakusui

- Diga di Hakusui
- Diga di Hiju
- Diga di Hisashi
- Diga di Inaba
- Diga di Kitagawa
- Diga di Matsubara
- Diga di Ōitagawa
- Diga di Onagohata
- Diga di Serikawa
- Diga di Shimouke
- Diga di Yabakei

### Prefettura di Okayama

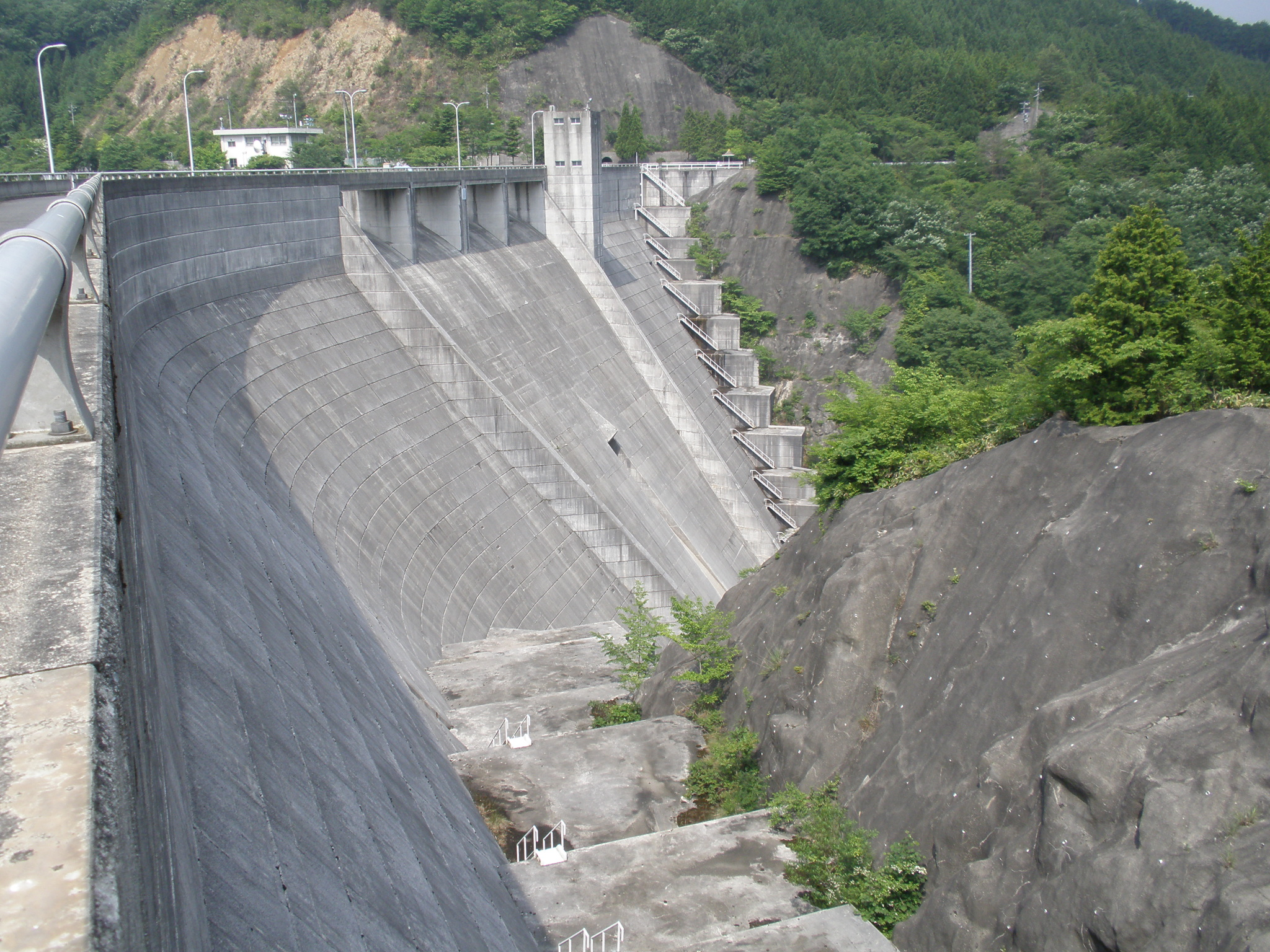
Diga di Takasegawa

- Diga di Asahigawa
- Diga di Chiya
- Diga di Doyo
- Diga di Hokubo
- Diga di Komoto
- Diga di Kurodani
- Diga di Kurodori
- Diga di Meiji
- Diga di Mimurogawa
- Diga di Onbara
- Diga di Osa
- Diga di Osakabegawa
- Diga di Shin-Nariwagawa
- Diga di Tabara
- Diga di Takasegawa
- Diga di Tomata
- Diga di Yubara

### Prefettura di Okinawa

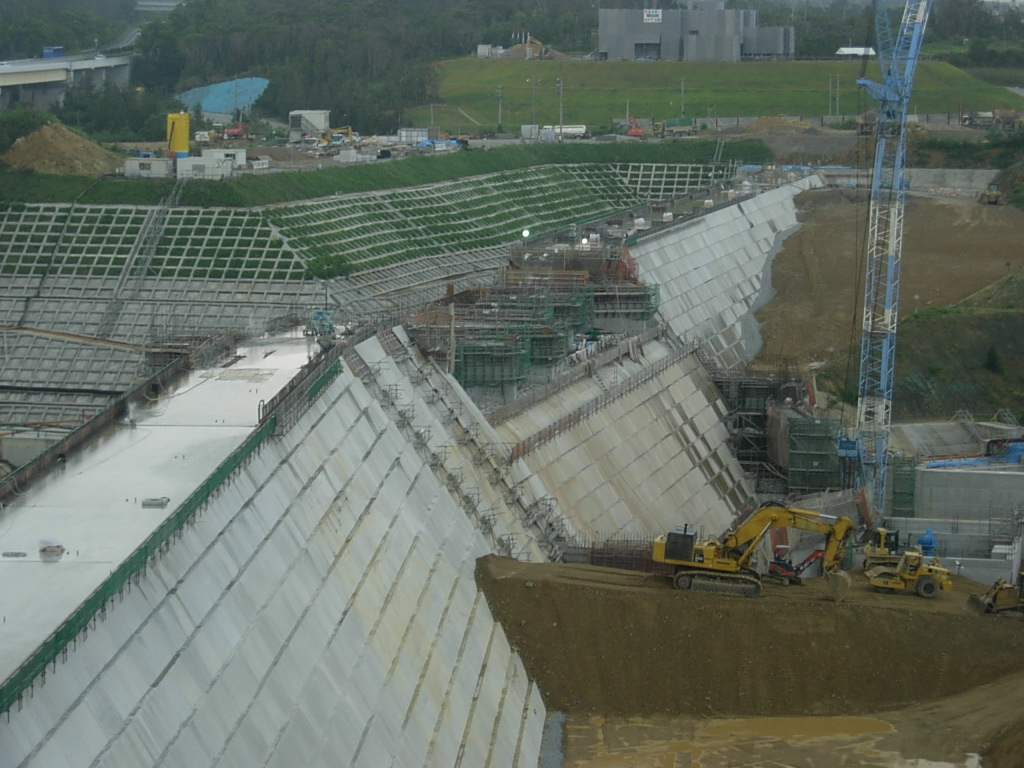
Diga di Okukubi

- Diga di Aha
- Diga di Arakawa
- Diga di Benoki
- Diga di Fukuji
- Diga di Fungawa
- Diga di Haneji
- Diga di Kanna
- Diga di Kinjo
- Diga di Kurashiki
- Diga di Okukubi
- Diga di Taiho

### Prefettura di Osaka

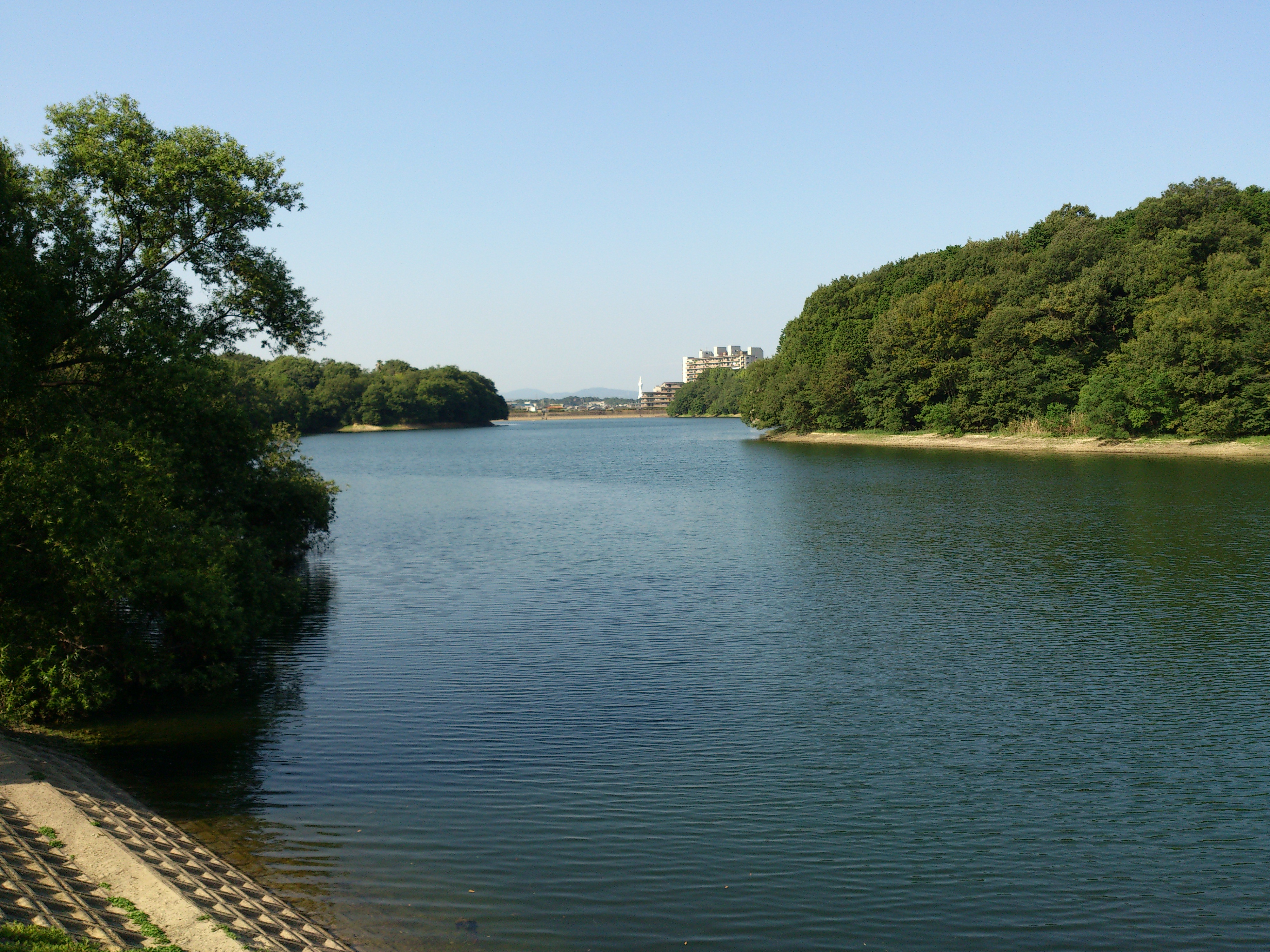
Bacino di Teragaike

- Diga di Aigawa
- Diga di Minoh
- Diga di Sayamaike
- Diga di Takihata
- Lago Teragaike

### Prefettura di Saga

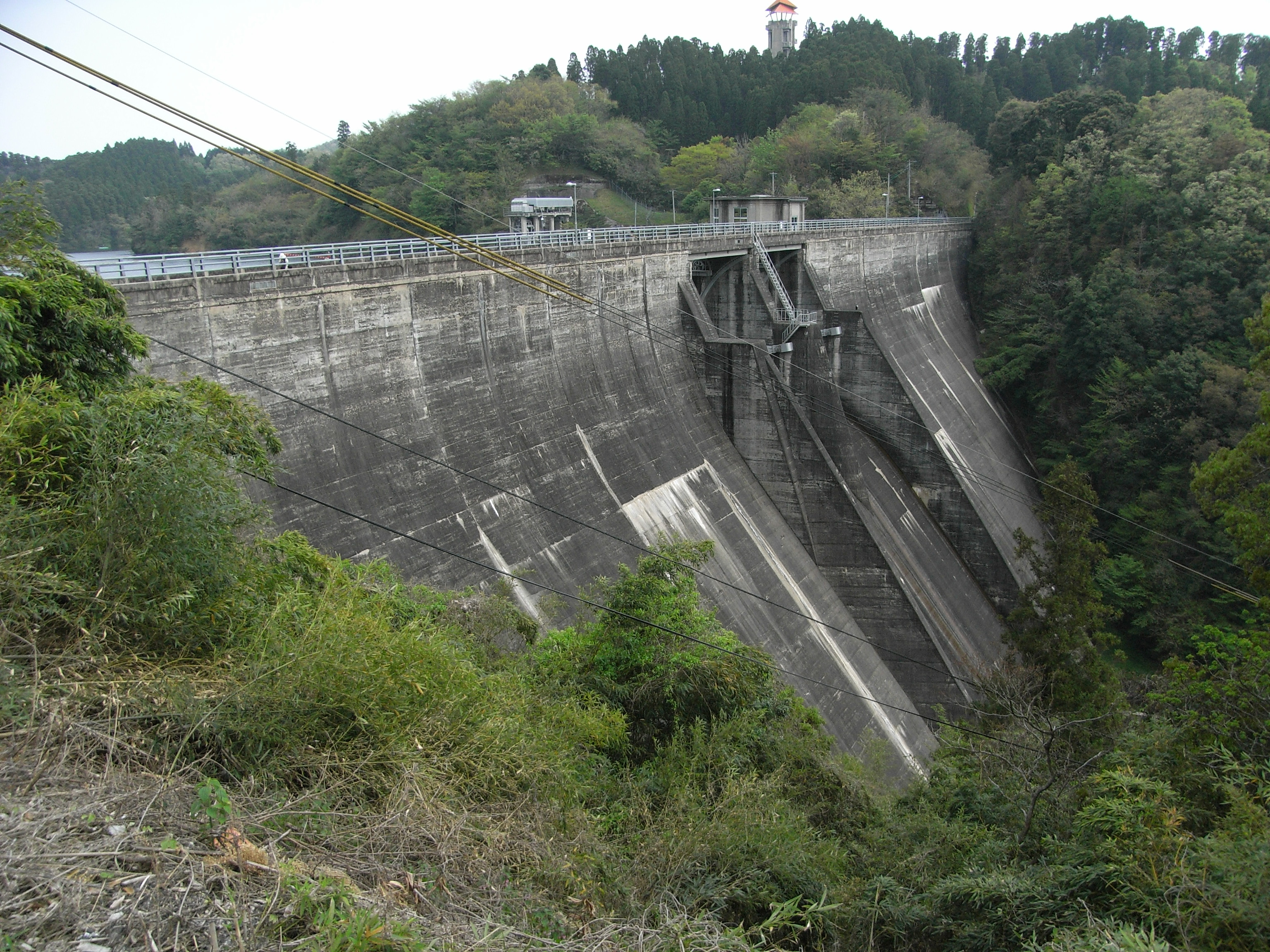
Diga di Hokuzan

- Diga di Hokuzan
- Diga di Kasegawa

### Prefettura di Saitama

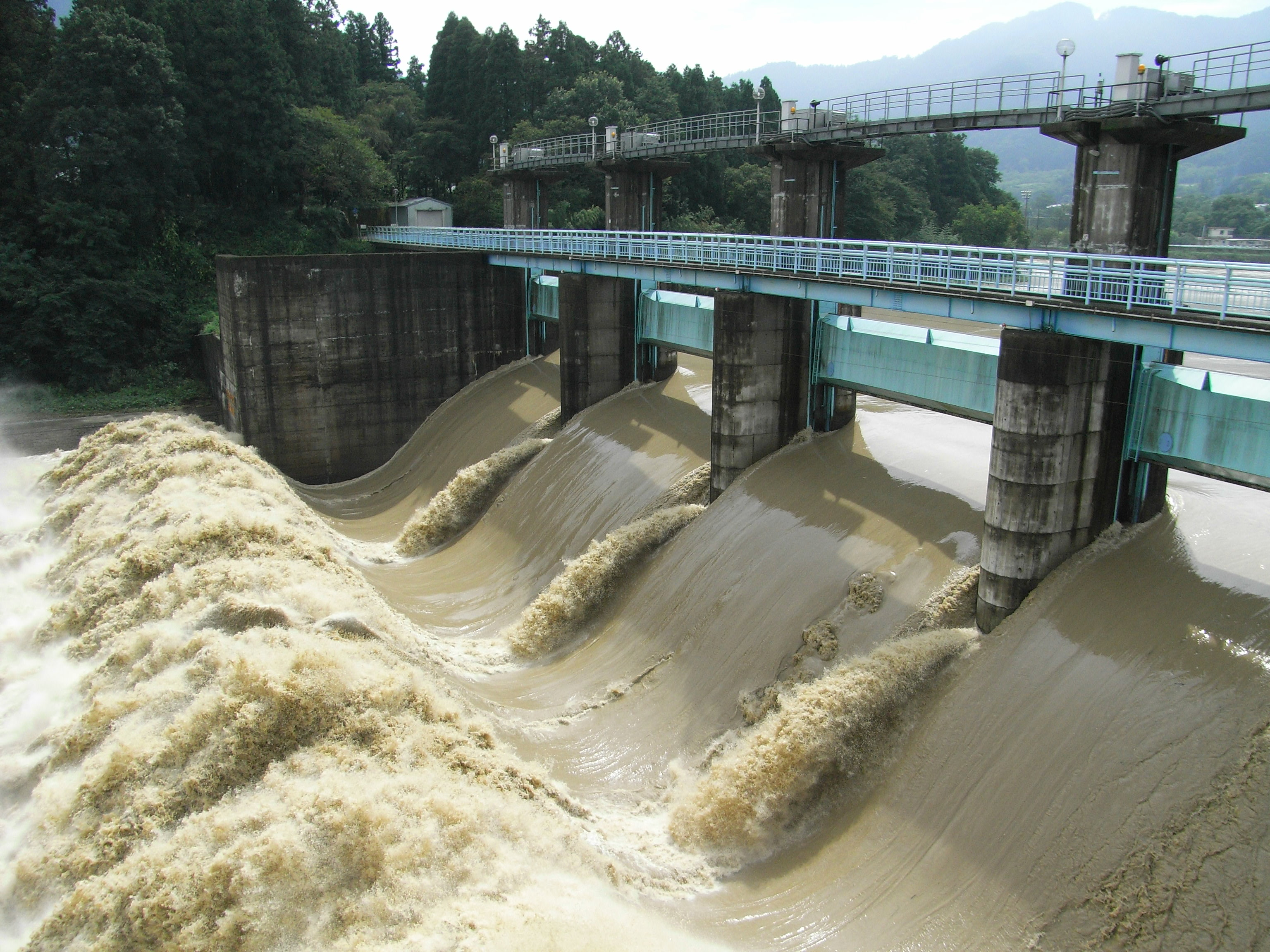
Diga di Shinsui

- Bacino di Yamaguchi (Saitama)
- Diga di Futase
- Diga di Gakkaku
- Diga di Shimokubo
- Diga di Shinsui
- Diga di Takizawa
- Diga di Tamayodo
- Diga di Urayama

### Prefettura di Shiga

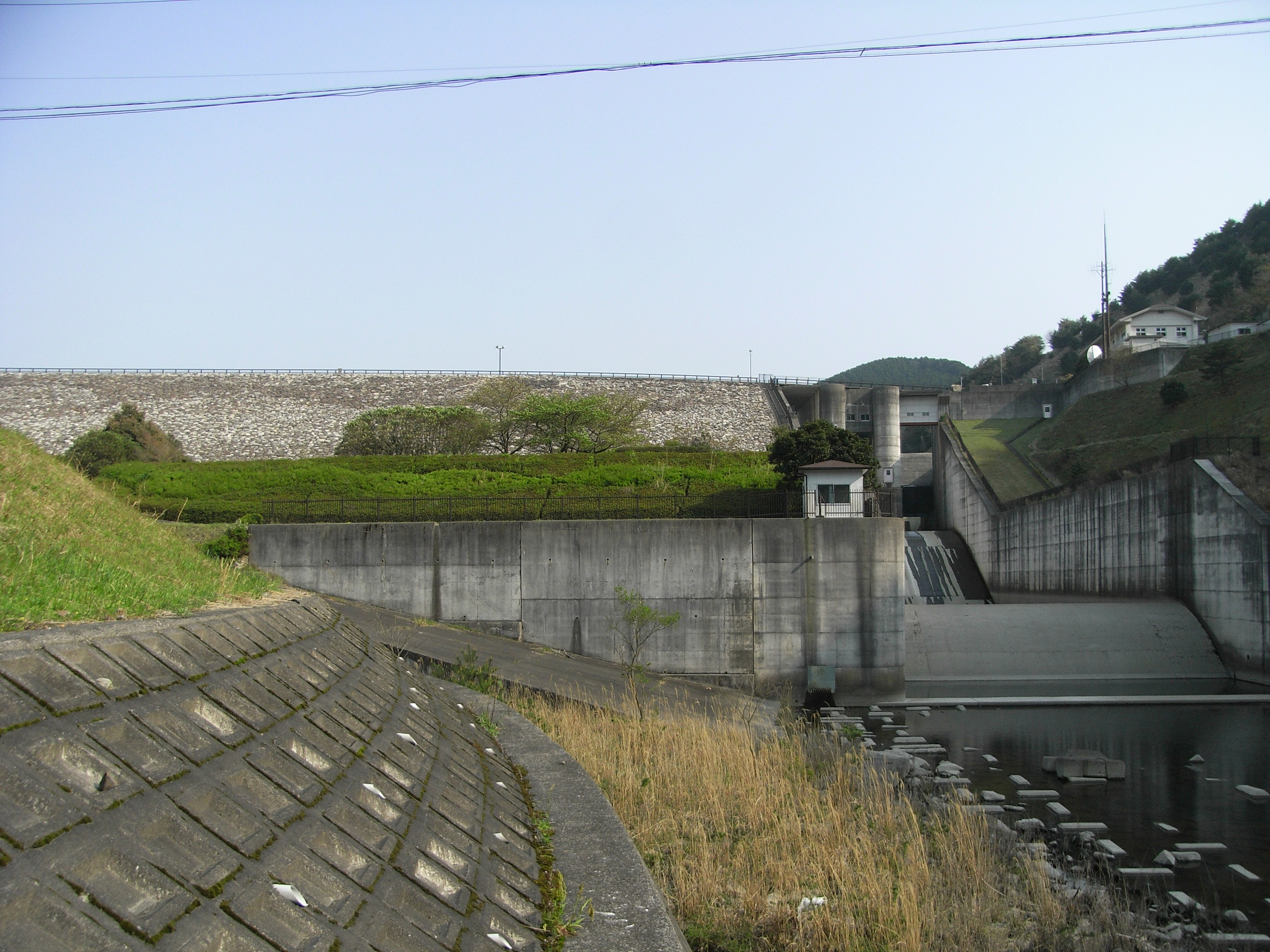
Diga di Odsuchi

- Diga di Anegawa
- Diga di Eigenji
- Diga di Hinogawa
- Diga di Odsuchi
- Diga di Ohzuchi
- Diga di Setagawa
- Diga di Yasugawa

### Prefettura di Shimane

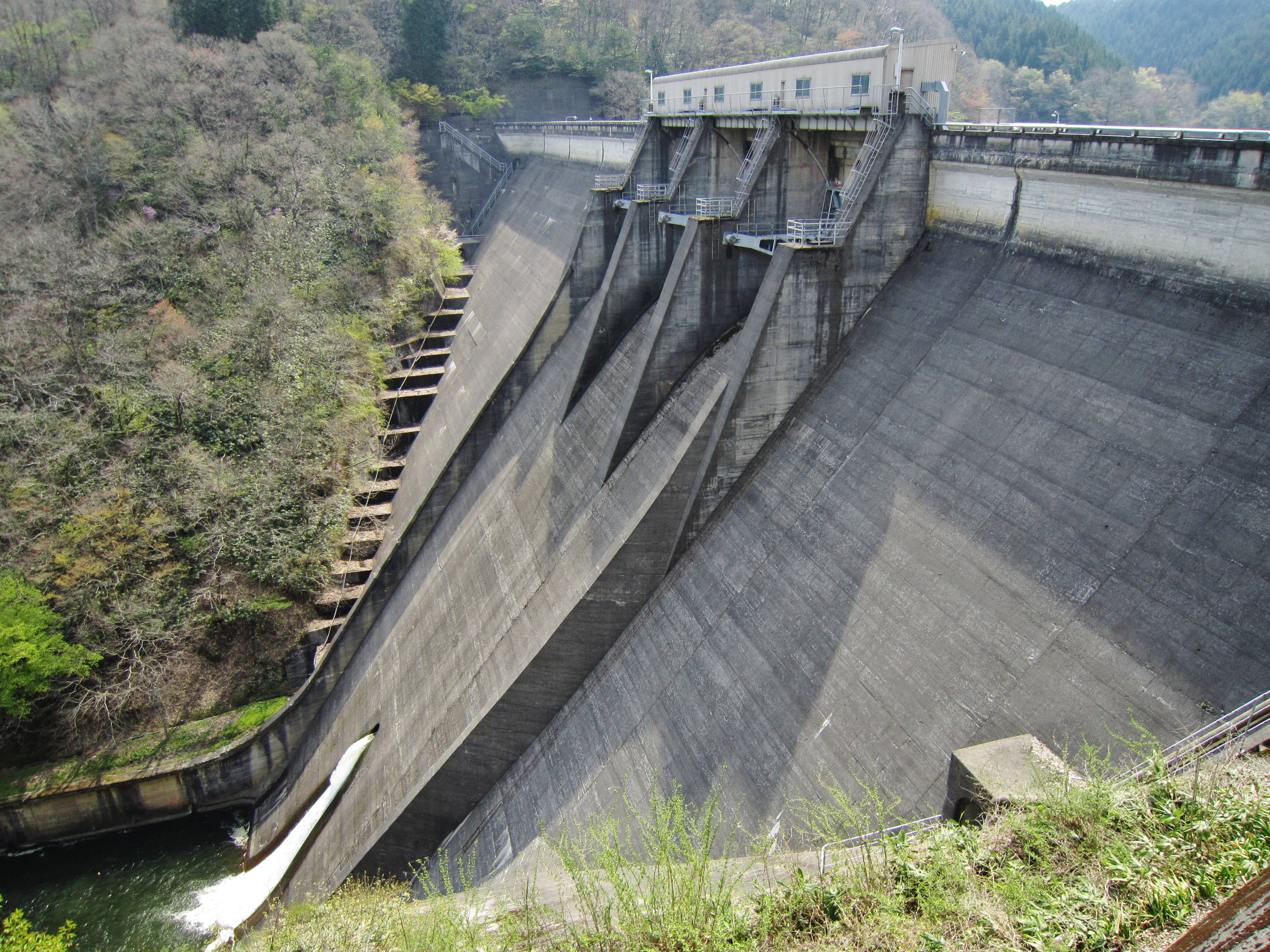
Diga di Kijima

- Diga di Hamahara
- Diga di Kijima
- Diga di Masudagawa
- Diga di Minari
- Diga di Nagami
- Diga di Obara
- Diga di Ohnagami
- Diga di Ohnagami
- Diga di Onbe
- Diga di Shitsumi
- Diga di Sufugawa
- Diga di Yato

### Prefettura di Shizuoka

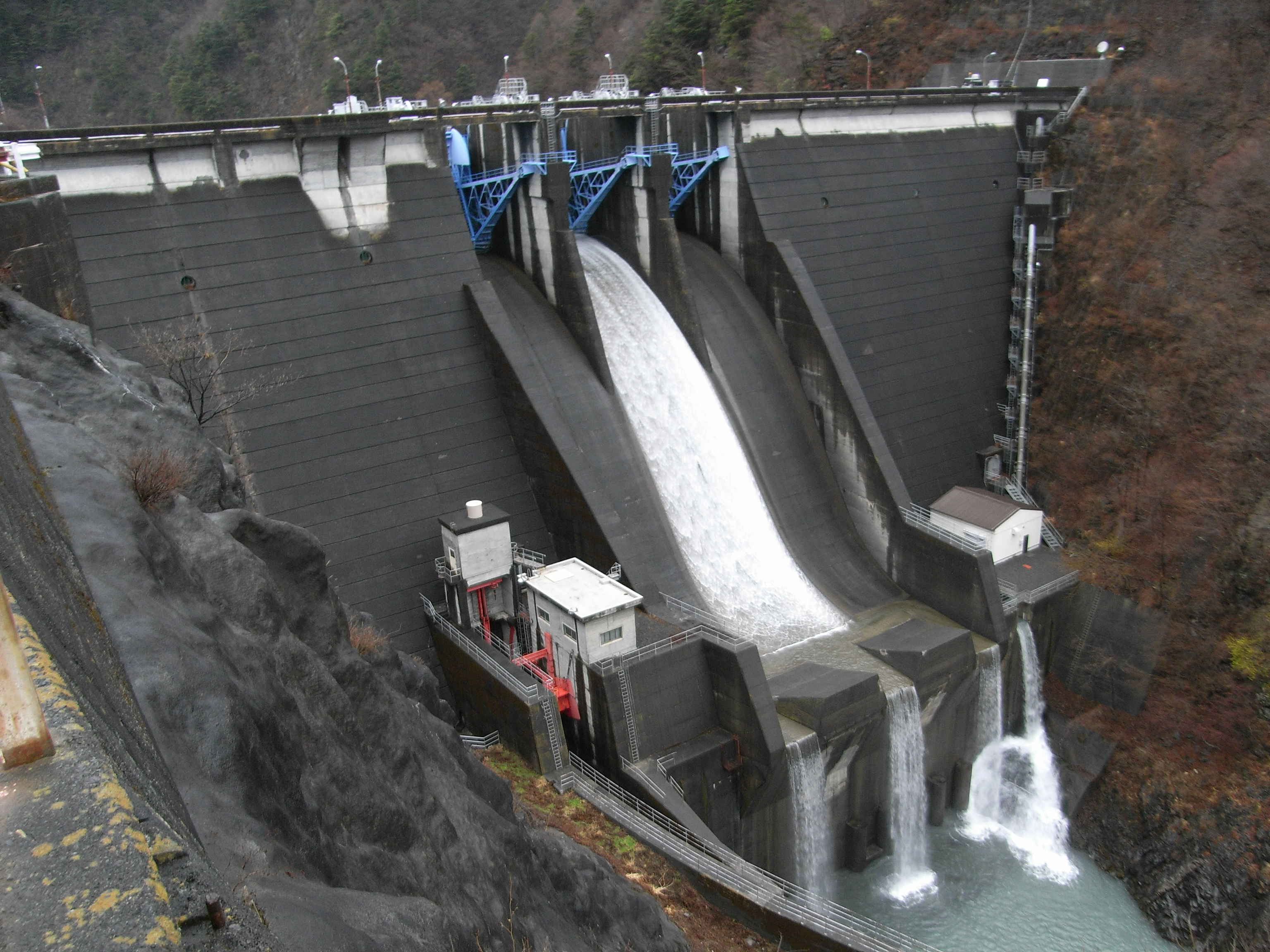
Diga di Hatanagi n. 2

- Diga di Akaishi
- Diga di Akiba
- Diga di Funagira
- Diga di Hatanagi n. 1
- Diga di Hatanagi n. 2
- Diga di Ikawa
- Diga di Misakubo
- Diga di Nagashima
- Diga di Oigawa
- Diga di Okuno
- Diga di Sakuma
- Diga di Sasamagawa
- Diga di Senzu
- Diga di Shiogō
- Diga di Tashiro

### Prefettura di Tochigi

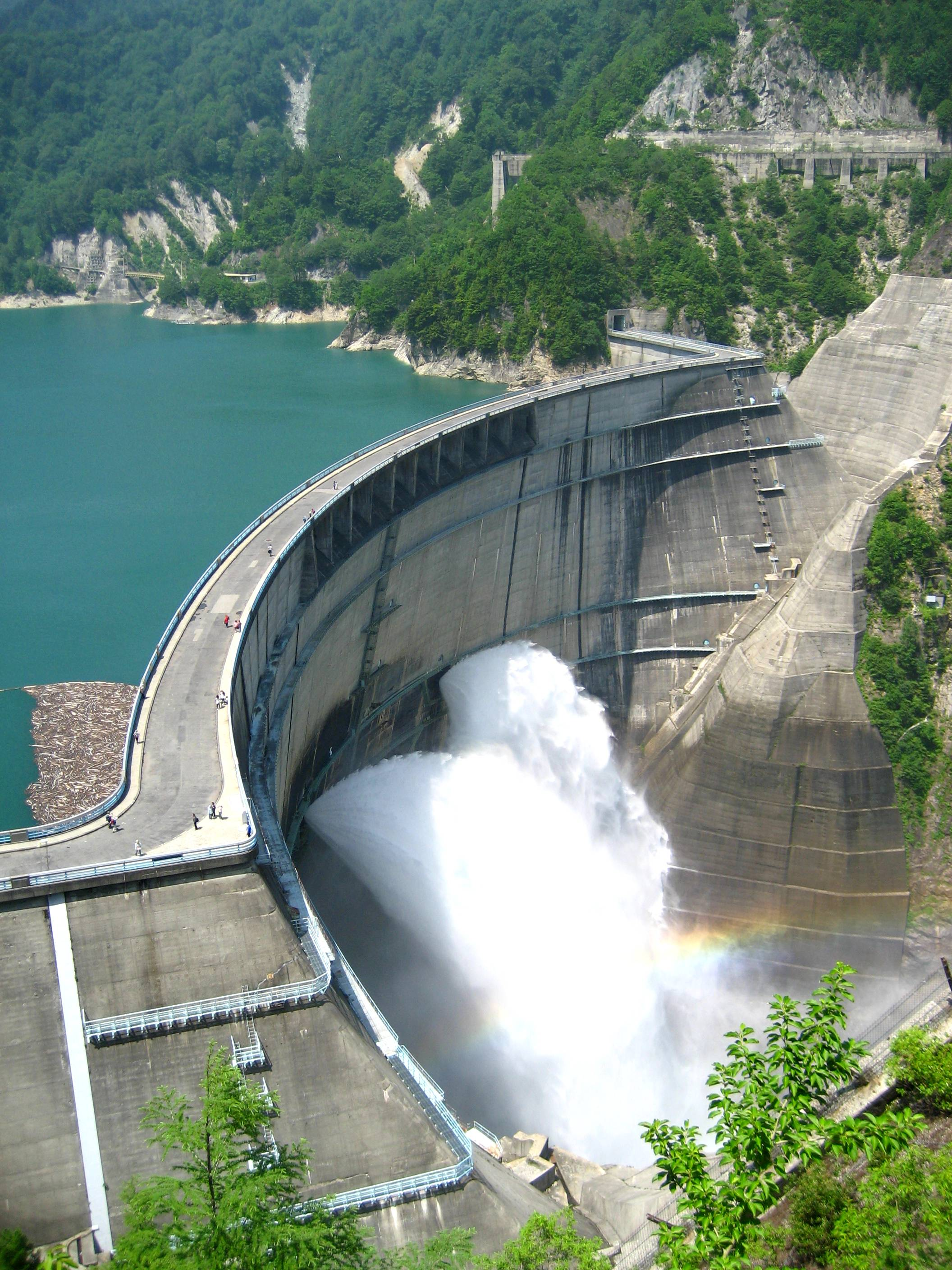
Diga di Kurobe

- Diga di Chiburi
- Diga di Dorobu
- Diga di Higashikoya
- Diga di Higashiarakawa
- Diga di Ikari
- Diga di Imaichi
- Diga di Kawaji
- Diga di Kawamata
- Diga di Koami
- Diga di Kurobe
- Diga di Kuriyama
- Diga di Miyama
- Diga di Nishigoya
- Diga di Nakaiwa
- Diga sul fiume Nishiarakawa
- Diga di Sabigawa
- Diga di Shiobara
- Diga di sterili di Sunokobashi

### Prefettura di Tokushima

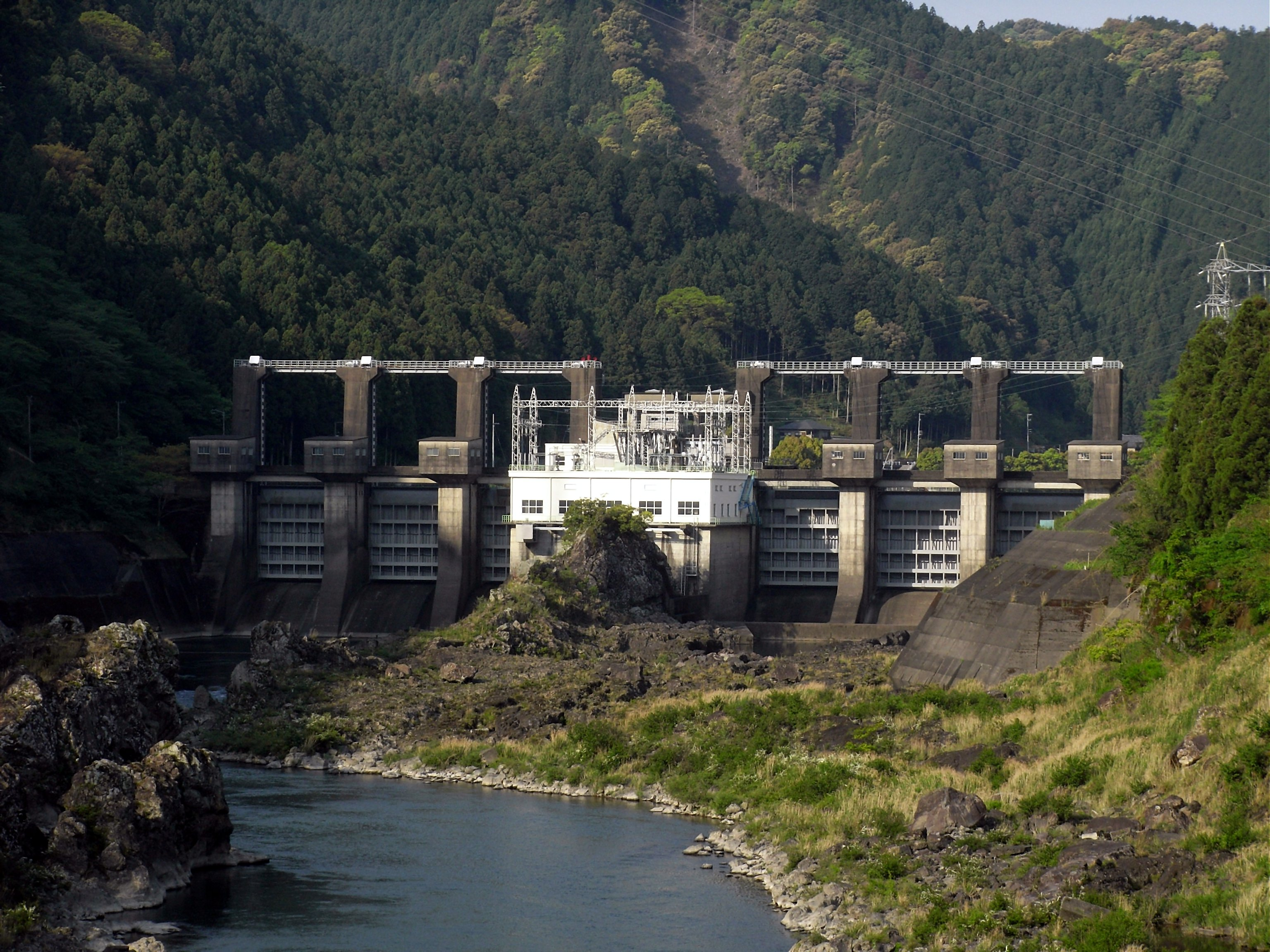
Diga di Kawaguchi

- Diga di Ikeda
- Diga di Kawaguchi
- Diga di Kominono
- Diga di Matsuogawa
- Diga di Nagayasuguchi
- Diga di Nagoro
- Diga di Natsuko
- Diga di Otsutate

### Prefettura di Tokyo

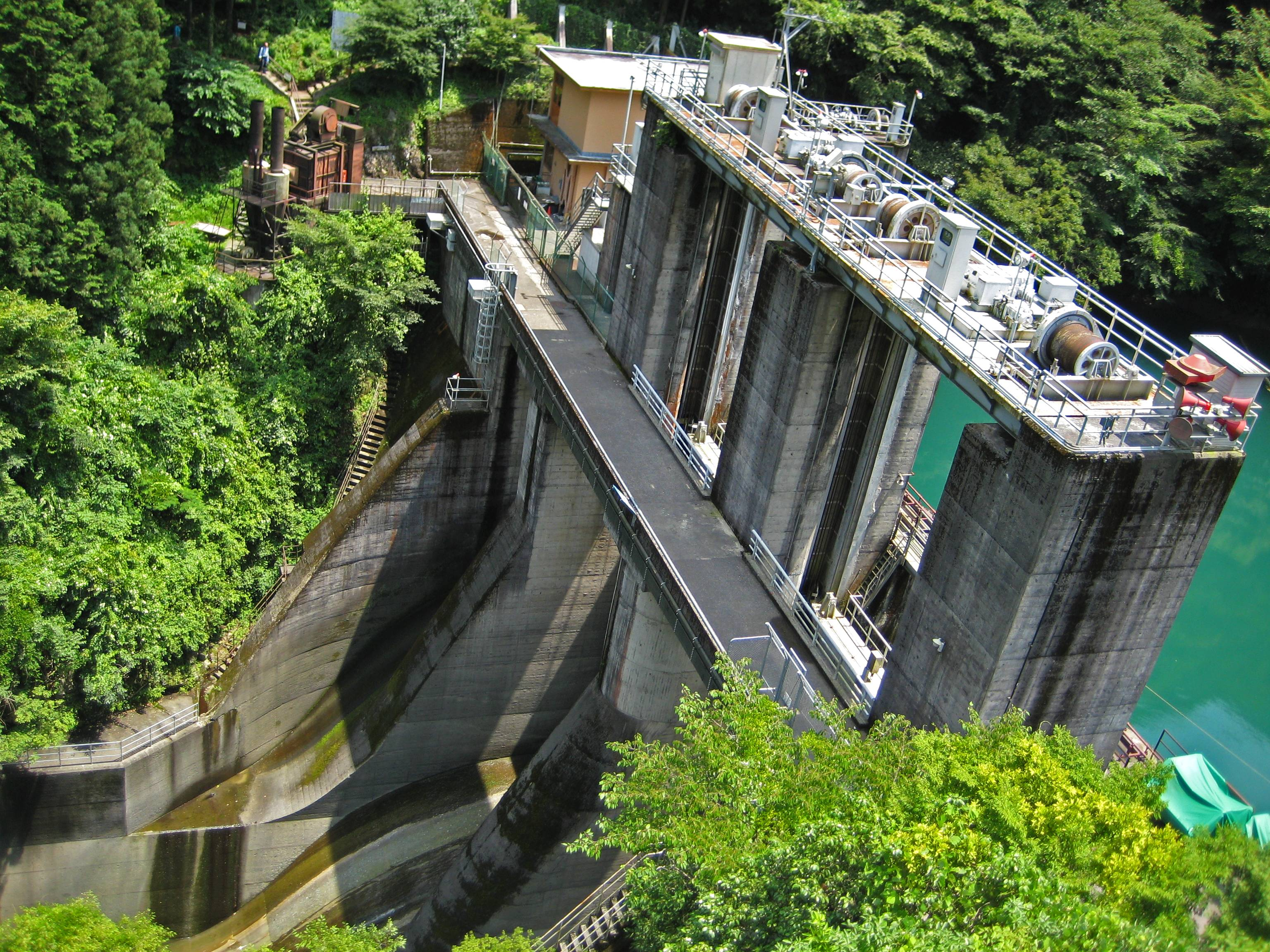
Diga di Shiromaru

- Diga del lago Okutama
- Diga di Shiromaru

### Prefettura di Tottori

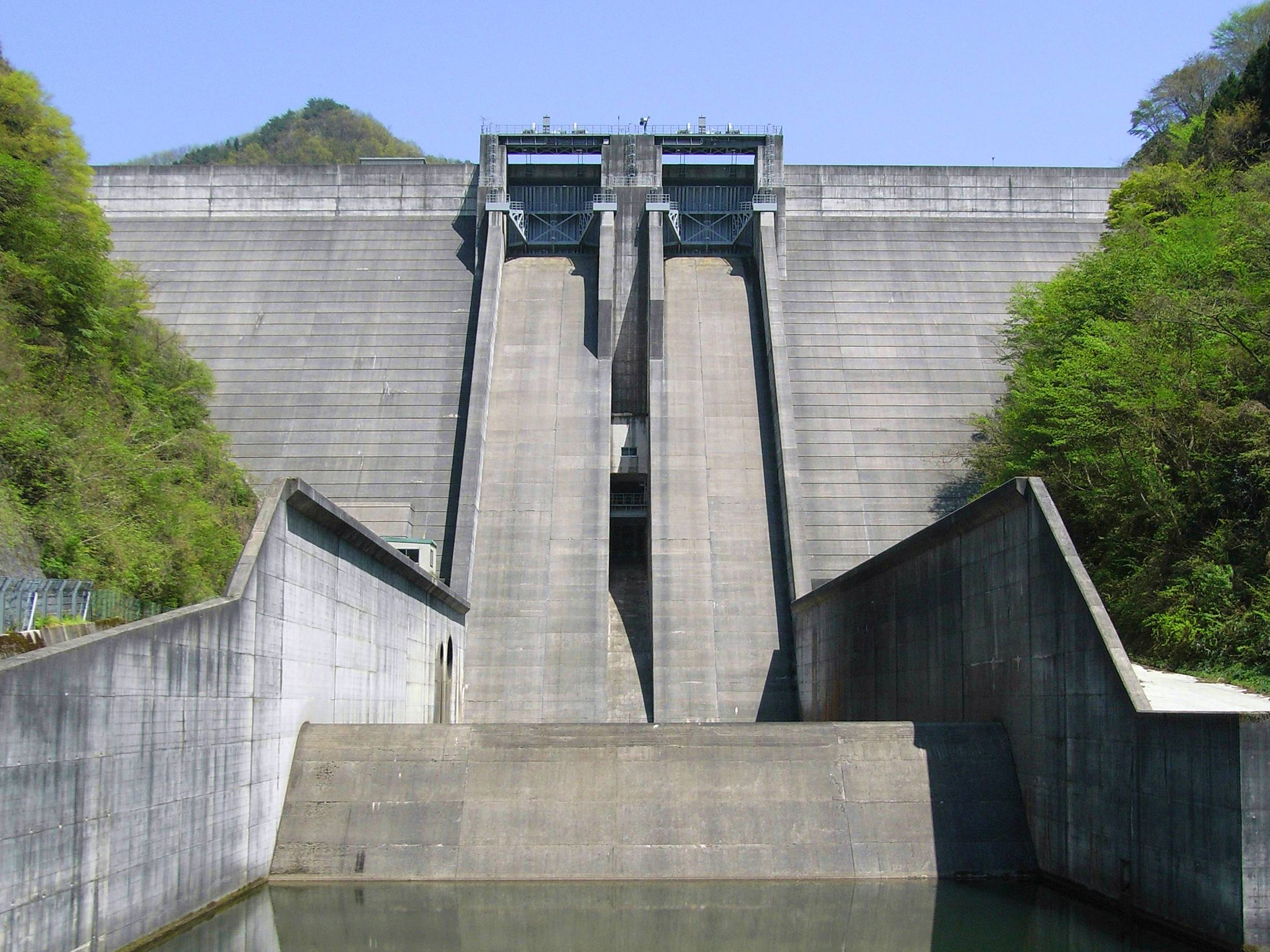
Diga di Matanoagawa

- Diga di Kashou
- Diga di Matanoagawa
- Diga di Mitaki
- Diga di Nishitakao
- Diga di Okamidanitameike
- Diga di Senjyosan
- Diga di Sugasawa

### Prefettura di Toyama

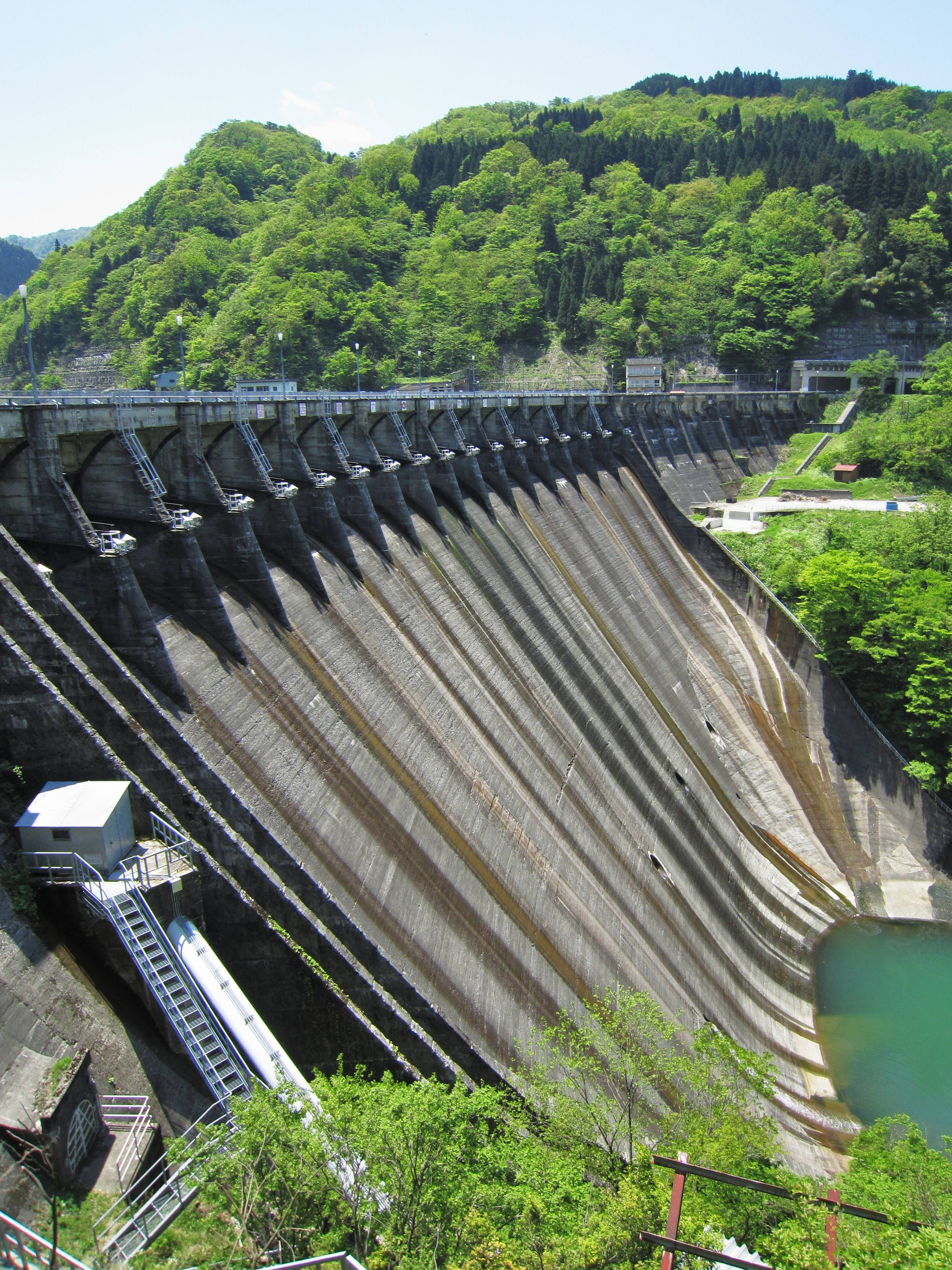
Diga di Komaki

- Diga di Akao
- Diga di Arimine
- Diga di Asahiogawa
- Diga di Fusegawa
- Diga di Jinzugawa
- Diga di Kadogawa
- Diga di Kamiichigawa
- Diga di Komaki
- Diga di Koyadaira
- Diga di Kumanogawa
- Diga di Kurobe
- Diga di Magawa
- Diga di Mattate
- Diga di Narude
- Diga di Oguchigawa
- Diga di Ohara
- Diga di Omata
- Diga di Sennindani
- Diga di Senzoku
- Diga di Shin Nakachiyama
- Diga di Shiraiwagawa
- Diga di Shogawa Goguchi
- Diga di Soyama
- Diga di Sukenobu
- Diga di Toga
- Diga di Togagawa
- Diga di Unazuki
- Diga di Wadagawa

### Prefettura di Yamagata

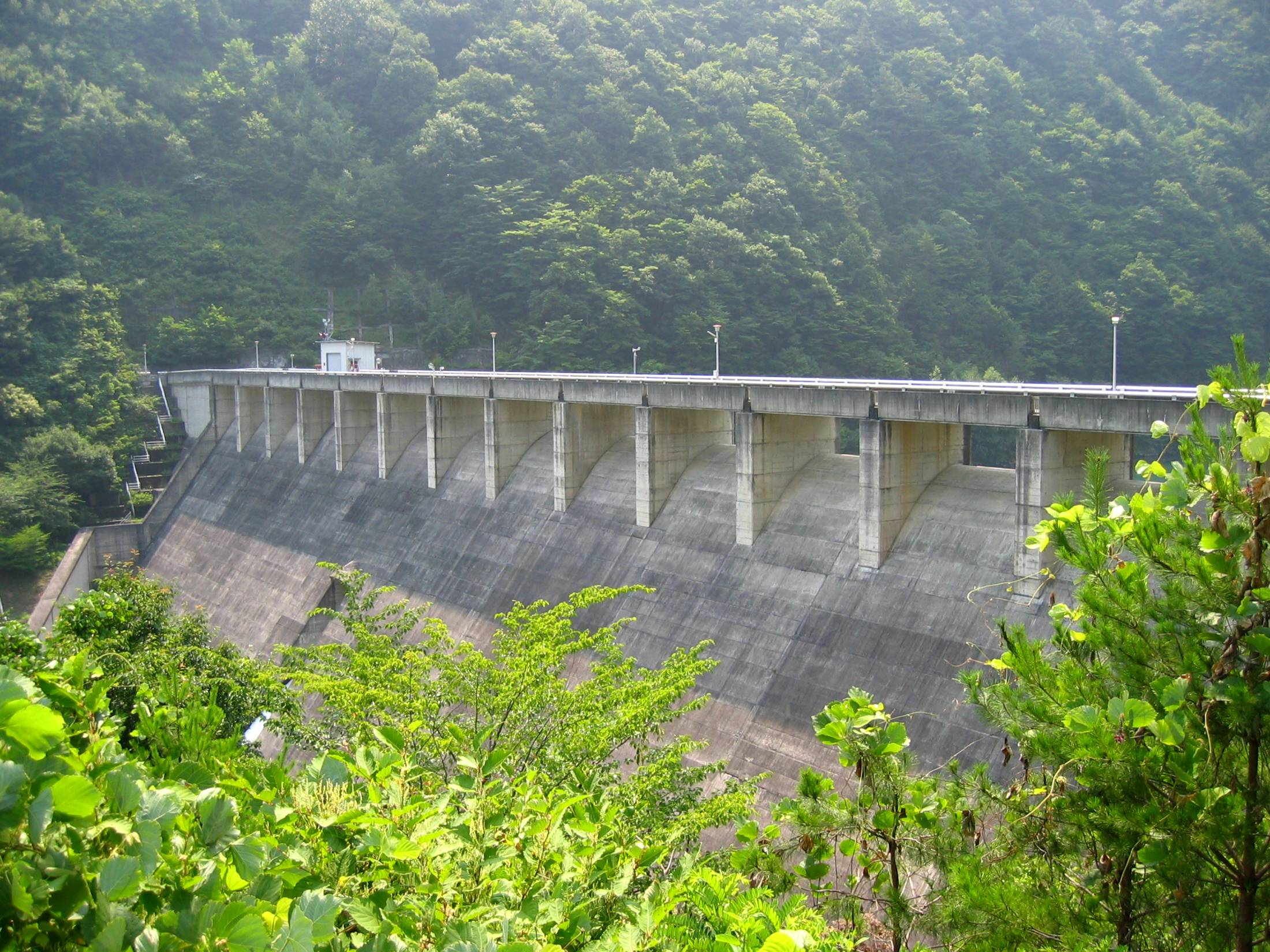
Diga di Yokokawa

- Diga di Akashiba
- Diga di Arasawa
- Diga di Atsumigawa
- Diga di Bonjigawa
- Diga di Gassan
- Diga di Kamigo
- Diga di Kanno
- Diga di Kijiyama
- Diga di Mizugatoro
- Diga di Maekawa
- Diga di Mizukubo
- Diga di Nagai
- Diga di Sagae
- Diga di Shin'ochiai
- Diga di Shirakawa
- Diga di Shintsuruko
- Diga di Tsunakigawa
- Diga di Tsuruko
- Diga di Yakuwa
- Diga di Yokokawa
- Diga di Zao

### Prefettura di Yamaguchi

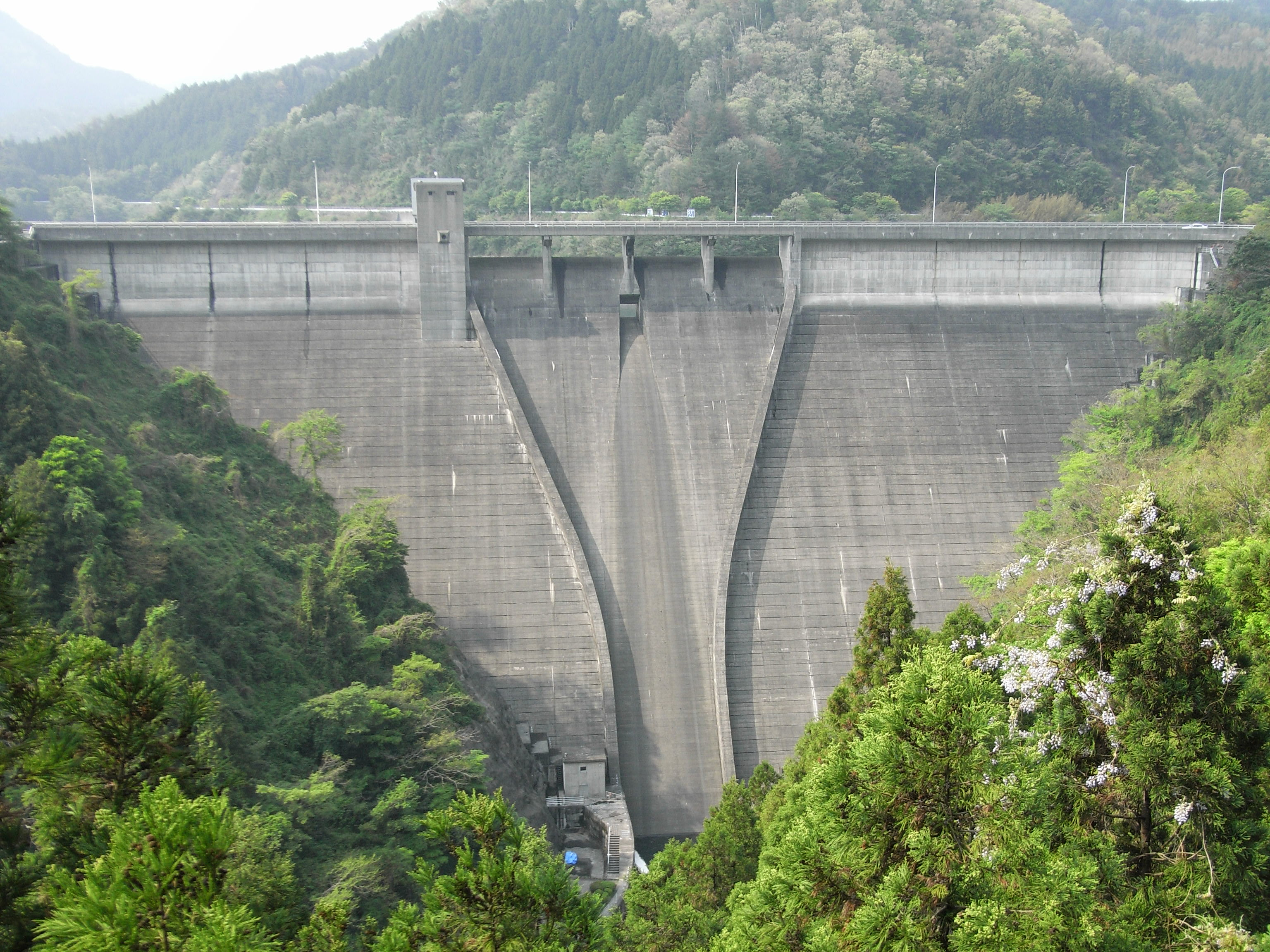
Diga di Simajigawa

- Diga di Abugawa
- Diga di Hirase
- Diga di Ikimigawa
- Diga di Kawakami
- Diga di Kotougawa
- Diga di Koudou
- Diga di Koyagawa
- Lago Abuko
- Lago Shinjyuko
- Lago Takaseko
- Diga di Mishogawa
- Diga di Mizukoshi
- Diga di Ozegawa
- Diga di Sasanamigawa
- Diga di Shimajigawa
- Diga di Sugano
- Diga di Ubemaruyama
- Diga di Yasaka
- Diga di Yunohara

### Prefettura di Yamanashi

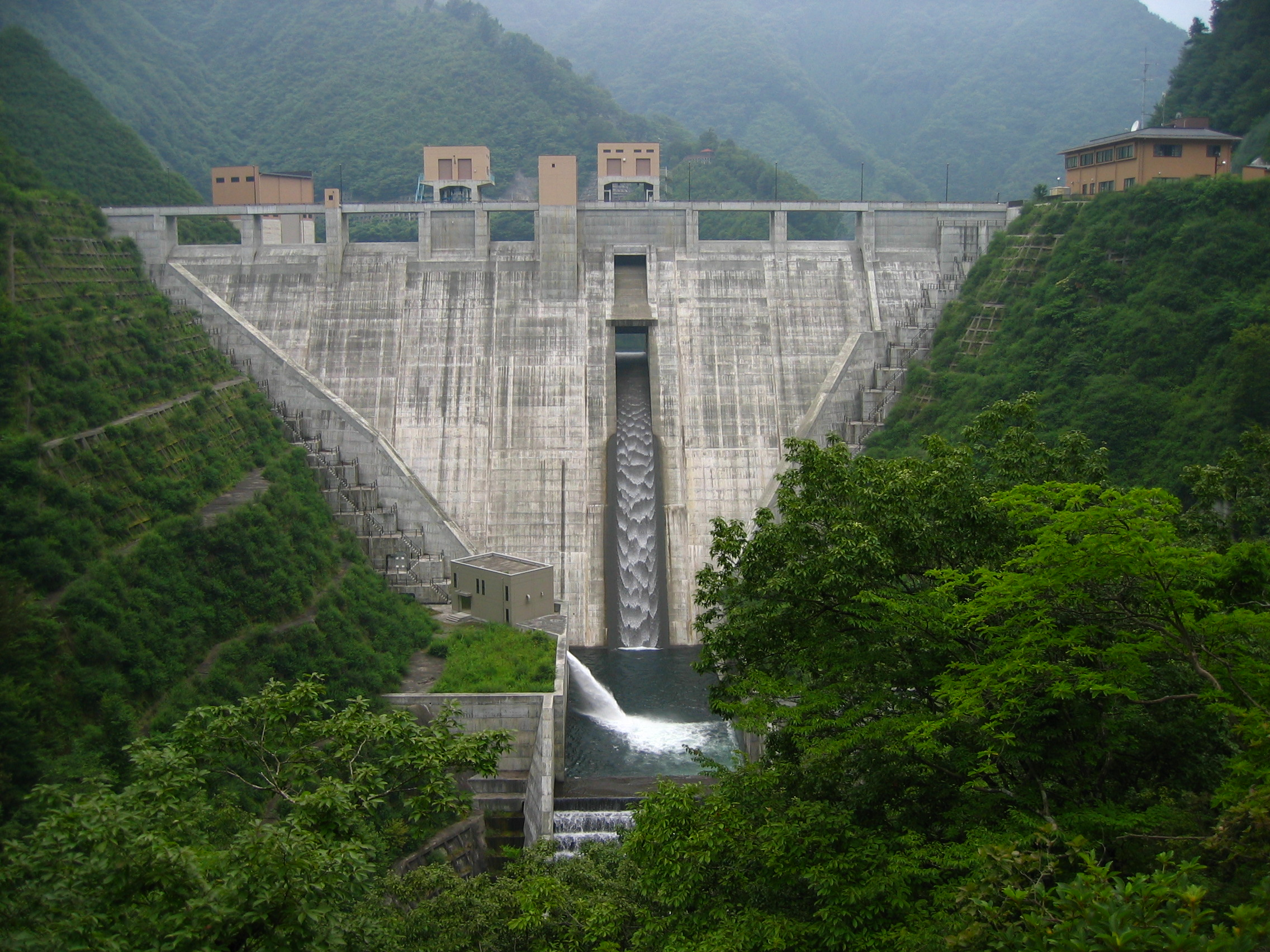
Diga di Fukashiro

- Diga di Amahata
- Diga di Arakawa
- Diga di Daimon
- Diga di Fukashiro
- Diga di Hirose
- Diga di Kazunogawa
- Diga di Kakimoto
- Diga di Kamihikawa
- Diga di Kotogawa
- Diga di Nishiyama
- Diga di Shiokawa
- Diga di Shionosawa
- Diga di Toshima